# Polynesien

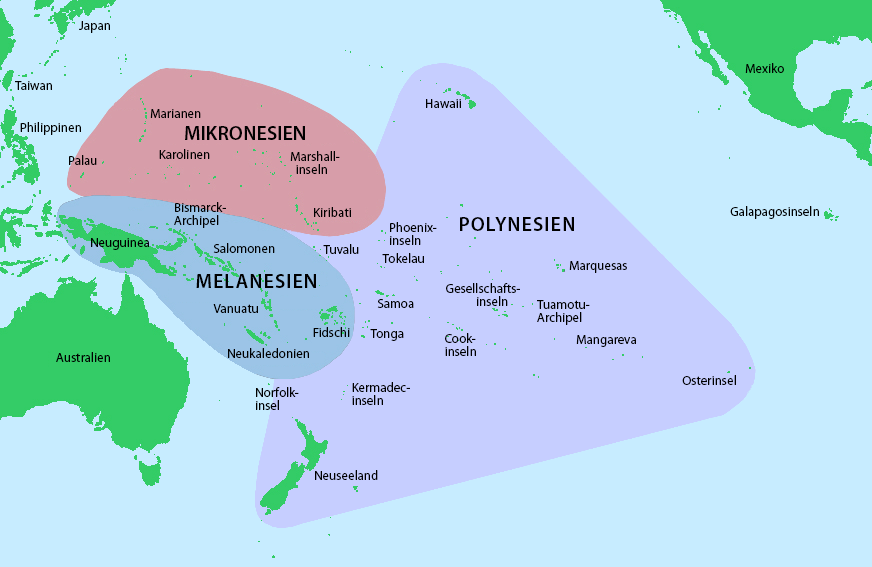
Karte Polynesiens (violettes Dreieck)

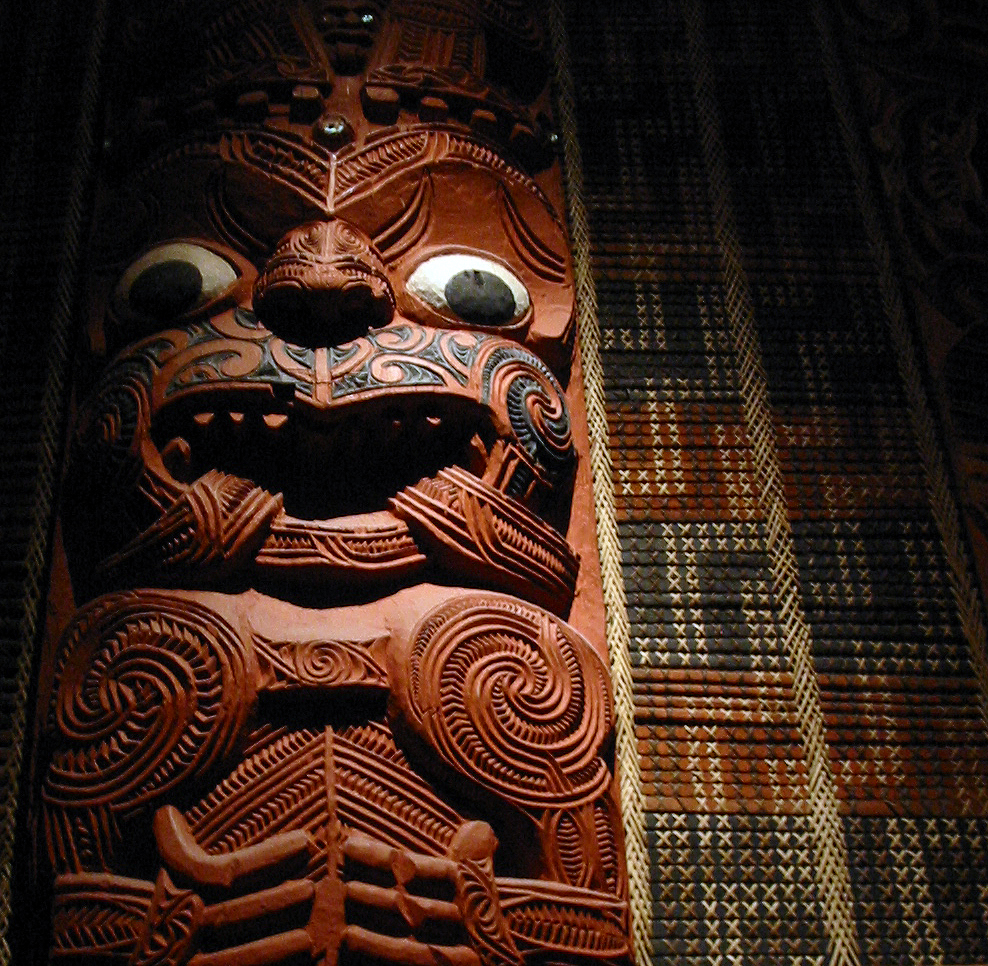
Māori-Schnitzerei

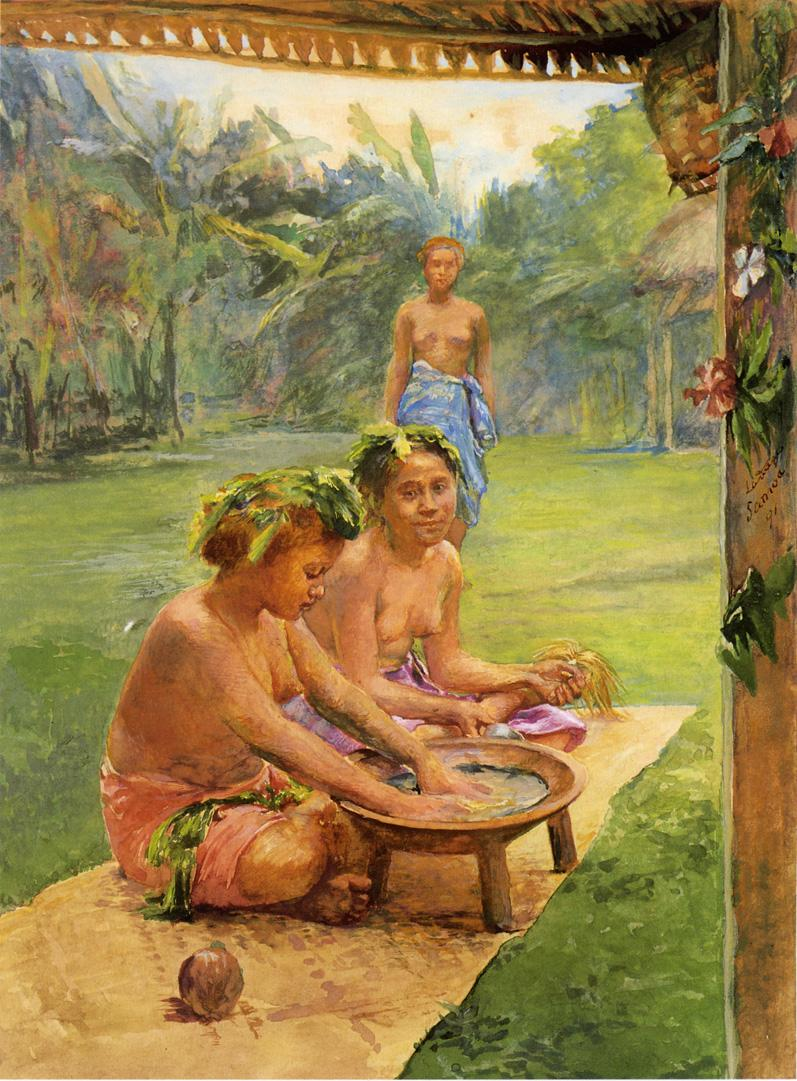
Kava-Zeremonie auf den Samoa-Inseln, 1891

Polynesien (von altgriechisch πολύς polýs viel und νῆσοι nēsoi Inseln) ist sowohl eine großflächige pazifische Inselregion als auch das östlichste der Kulturareale Ozeaniens. Mit einer Fläche von knapp 50 Millionen km² ist sie die größte Inselregion Ozeaniens. Auf der Landfläche von rund 294.000 km², woran Neuseeland mit rund 91 % den größten Anteil hat, leben etwa sechs Millionen Menschen.

## Begriffsgeschichte
Die Bezeichnung Polynesien wurde 1756 erstmals von dem französischen Gelehrten Charles de Brosses verwandt, der mit diesem Namen alle Inseln des Pazifischen Ozeans ansprach. Der französische Konteradmiral Jules Dumont d’Urville schlug im Jahre 1831 bei einem Vortrag vor der geographischen Gesellschaft von Paris eine Einschränkung des Begriffes vor und führte die Bezeichnungen Mikronesien (kleine Inseln) und Melanesien (schwarze Inseln) für Teile des pazifischen Inselreiches ein. Er begründete dies mit den ethnischen Gegebenheiten, welche die Bezeichnung Polynesien nur für Teile des pazifischen Siedlungsraumes zuließen. Diese Unterteilung Ozeaniens in drei unterschiedliche Regionen ist bis heute im allgemeinen Sprachgebrauch verankert geblieben. Die polynesischen Sprachen spielen bei dieser Einteilung eine wichtige Rolle.

## Geographie

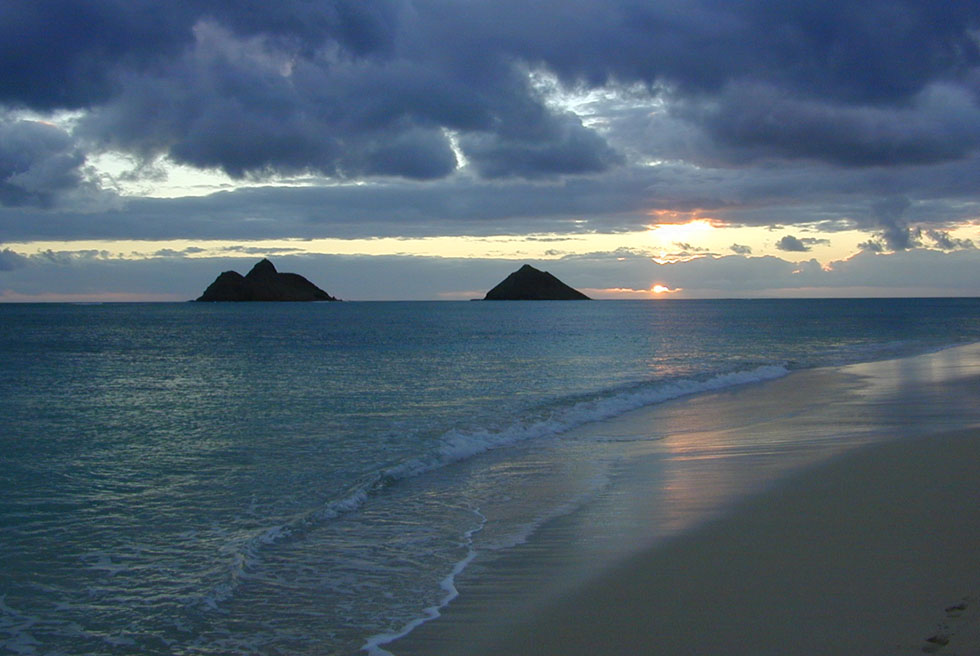
Doppelinsel Nā Mokulua vor Lanikai (Oʻahu/Hawaii)

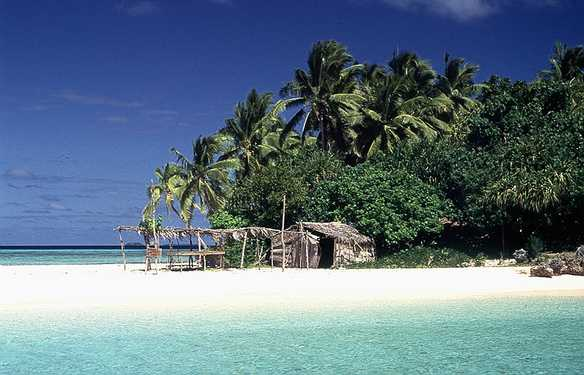
Insel Nuku im Süden der Vavaʻu-Gruppe, Tonga

Polynesien mit seinen vielen Inseln und Inselgruppen erstreckt sich von den Hawaiʻi-Inseln (USA) im Norden nach Neuseeland im Südwesten und der Osterinsel (Chile) im Südosten. Im Westen verläuft die Grenze zwischen den (mikronesischen) Gilbertinseln und Tuvalu. Man nennt dieses Seegebiet auch das polynesische Dreieck. Es umfasst eine Meeresfläche von rund 50 Millionen km². Die polynesischen Inseln haben zusammen eine Landfläche von rund 294.000 km², wobei Neuseeland alleine bereits 270.534 km² groß ist. Die Entfernungen zwischen den verschiedenen Inseln und Inselgruppen betragen oft mehrere tausend Kilometer. Die enorme Weite des Ozeans ist das alles bestimmende Element der polynesischen Geographie.
Die Inseln Polynesiens sind bis auf die Ausnahme Neuseeland, das vor vielen Millionen Jahren Teil der Antarktis war (siehe auch: Geologie Neuseelands), vulkanischen Ursprungs, wobei einige Vulkane noch aktiv sind. An den Orten, an denen die Vulkane seit der letzten Eiszeit, als der Meeresspiegel etwa 100 m tiefer lag, bis nahe an die Meeresoberfläche reichten, entstanden Korallenriffe und es bildeten sich mit steigendem Meeresspiegel hunderte in ihrer Größe variierender kleiner und kleinster Koralleninseln, die in der Regel in Form von Atollen angeordnet sind. Derartige Koralleninseln erheben sich häufig nur wenige Meter über den Meeresspiegel.
Die Bewohnbarkeit mancher dieser Atolle ist heutzutage durch das auf Grund der Erwärmung des Weltklimas bewirkte schnelle Ansteigen des Meeresspiegels gefährdet. Besonders bei Sturmfluten dringen nicht unerhebliche Mengen salzigen Meerwassers in das Landesinnere ein und verunreinigen das für den Anbau von Nutzpflanzen benötigte Trinkwasser. Es ist zu erwarten, dass deshalb in absehbarer Zeit einige dieser Atolle aufgegeben werden müssen, da sie sich für menschliche Besiedelung nicht mehr eignen.
Auch die mittelgroßen Inseln und die wenigen großen Inseln befinden sich auf vulkanischen Erhebungen im etwa 4000 m tiefen Pazifischen Ozean. Manche Vulkankrater wurden durch geologische Vorgänge angehoben, so dass der einstmals im flachen Meer gebildete Kalkstein nun über der Meeresoberfläche liegt und eine Kalksteininsel entstehen ließ. Eine Gefährdung derartiger Inseln durch den steigenden Meeresspiegel ist derzeit nicht erkennbar.

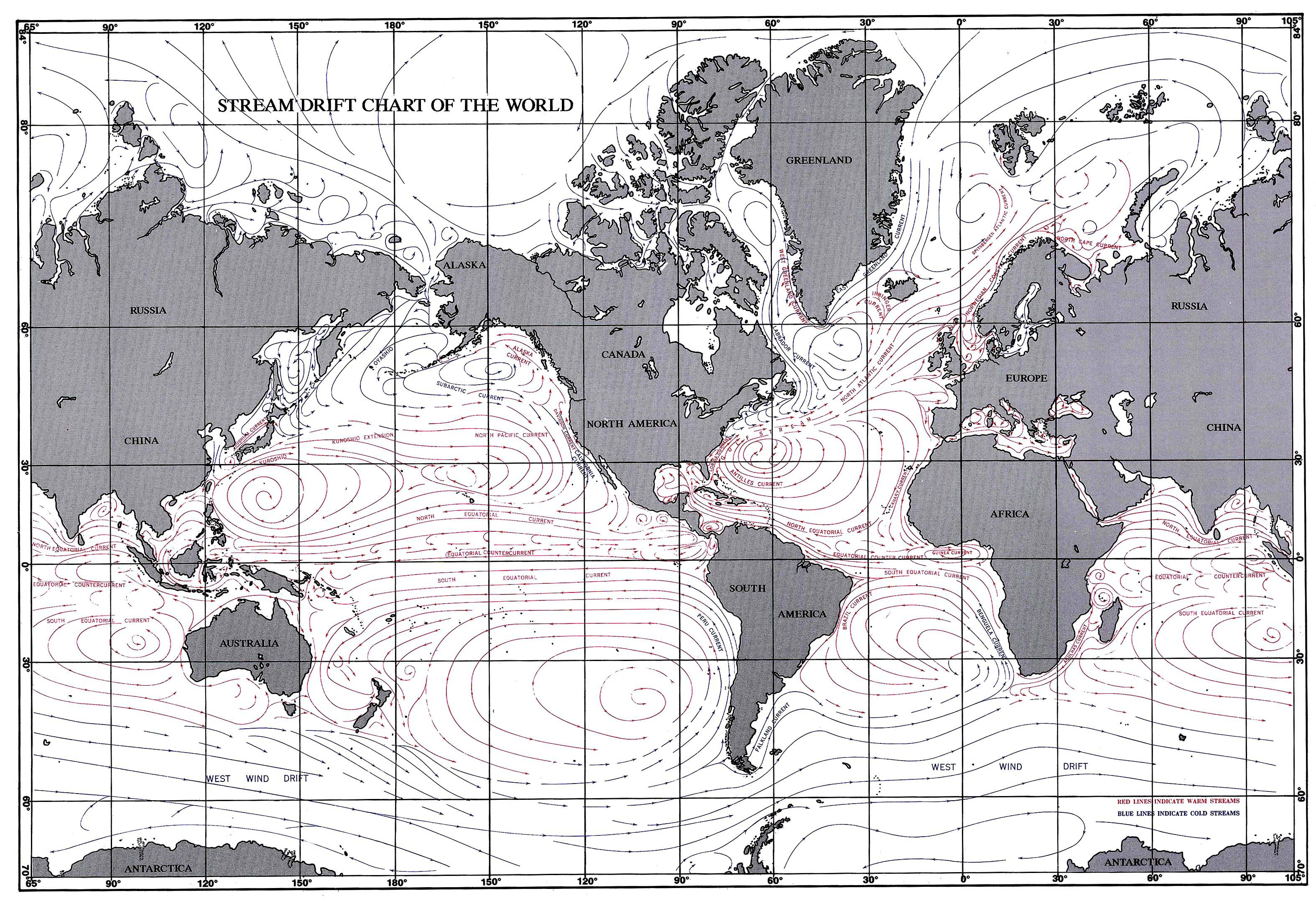
Karte der Meeresströme

Die pazifische Meeresströmung auf Höhe des Äquators, die von West nach Ost durch Polynesien strömt, ist der äquatoriale Gegenstrom. Nördlich, auf der Höhe von Hawaiʻi, fließt von Ost nach West der Nordäquatorialstrom und südlich, ebenfalls von Ost nach West, der Südäquatorialstrom. Dieser wird vom kalten Humboldtstrom an der Westküste Südamerikas gespeist und geht teilweise in den Ostaustralstrom über, der an der Ostküste Australiens entlangfließt und auf Neuseeland trifft. Von dort verläuft eine ostwärts gerichtete Strömung bis nach Südamerika, die sich aus warmem äquatorialen Wasser und kaltem Wasser des südlich von Australien und Neuseeland verlaufenden antarktischen Zirkumpolarstroms zusammensetzt. Dadurch wird Neuseeland sowohl von einem warmen als auch von einem kalten Meeresstrom umflossen.
Eine tabellarische Auflistung der polynesischen Inseln und Inselgruppen befindet sich am Ende dieses Artikels (siehe Tabelle polynesischer Inseln).

## Bevölkerung
Die Gesamtbevölkerung Polynesiens wird auf ungefähr sechs Millionen Einwohner geschätzt, davon sind annähernd eine Million Polynesier. Außer in Neuseeland und Hawaii ist sie weitgehend homogen polynesisch, zahlenmäßig aber sehr ungleich verteilt.
Äußerlich unterscheiden diese sich von den übrigen Ozeaniern durch hellere Hautfarbe, glattere Haare und größere Gestalt. Im Zuge der weitgehenden Kolonialisierung des polynesischen Seeraumes durch die europäischen Mächte und die Vereinigten Staaten von Amerika im 19. und dem beginnenden 20. Jahrhundert kam es zu einer massiven Einwanderung fremder Siedler, Wanderarbeiter und Sklaven aus vielen Ländern. Dies führt heute zu einem uneinheitlichen Bild der ethnischen Zusammensetzung der Bevölkerung Polynesiens.
Auf manchen Inseln ist der Anteil der Bewohner ursprünglich polynesischer Abstammung nur mehr äußerst gering – so zum Beispiel auf Hawaiʻi: Hier beträgt der polynesische Bevölkerungsanteil noch ca. 6,5 % –, auf anderen Inselgruppen hingegen sind die Polynesier noch immer in der absoluten Mehrheit, wie etwa auf Tonga, wo 98 % der Bewohner polynesischer Abstammung sind. Der Großteil der fremdstämmischen Bevölkerung hat seine Wurzeln im asiatischen Raum (China, Japan, Indien, Philippinen usw.), gefolgt von Bewohnern mit europäischer und amerikanischer Abstammung.

### Soziokulturelle Entwicklung der Bevölkerung
Da sich das polynesische Dreieck über ein sehr großes Seegebiet erstreckt, in dem viele der verschiedenen Inselgruppen Tausende von Kilometern voneinander entfernt liegen, ist es niemals zu einer einheitlichen gesellschaftlichen oder politischen Entwicklung auf den polynesischen Inseln gekommen. Nach dem Eintreffen der Europäer im späten 18. und 19. Jahrhundert und der darauf folgenden Kolonisierung der Region haben sich diese Unterschiede in der politischen und wirtschaftlichen Entwicklung der Region noch wesentlich stärker ausdifferenziert.
Heute gibt es neben wirtschaftlich und politisch hoch entwickelten Regionen, in denen sowohl bezüglich Bildung als auch Kultur westliche Standards gelten, auch Inselgruppen, deren Bewohner nach wie vor wirtschaftliche und gesellschaftliche Vorgehensweisen pflegen, die man im Wesentlichen schon vor Jahrtausenden in der Region verwandte. Nach wie vor bestehen abhängige Gebiete ehemals europäischer und amerikanischer Kolonien, denen man heute einen aufgewerteten Status als Überseeterritorien oder Bundesstaaten zuspricht, neben unabhängigen kleinen Königreichen, kleinen, demokratisch geführten unabhängigen Staaten und hier oftmals wiederum abhängigen Gebieten, in denen noch die alten Traditionen gepflegt werden.

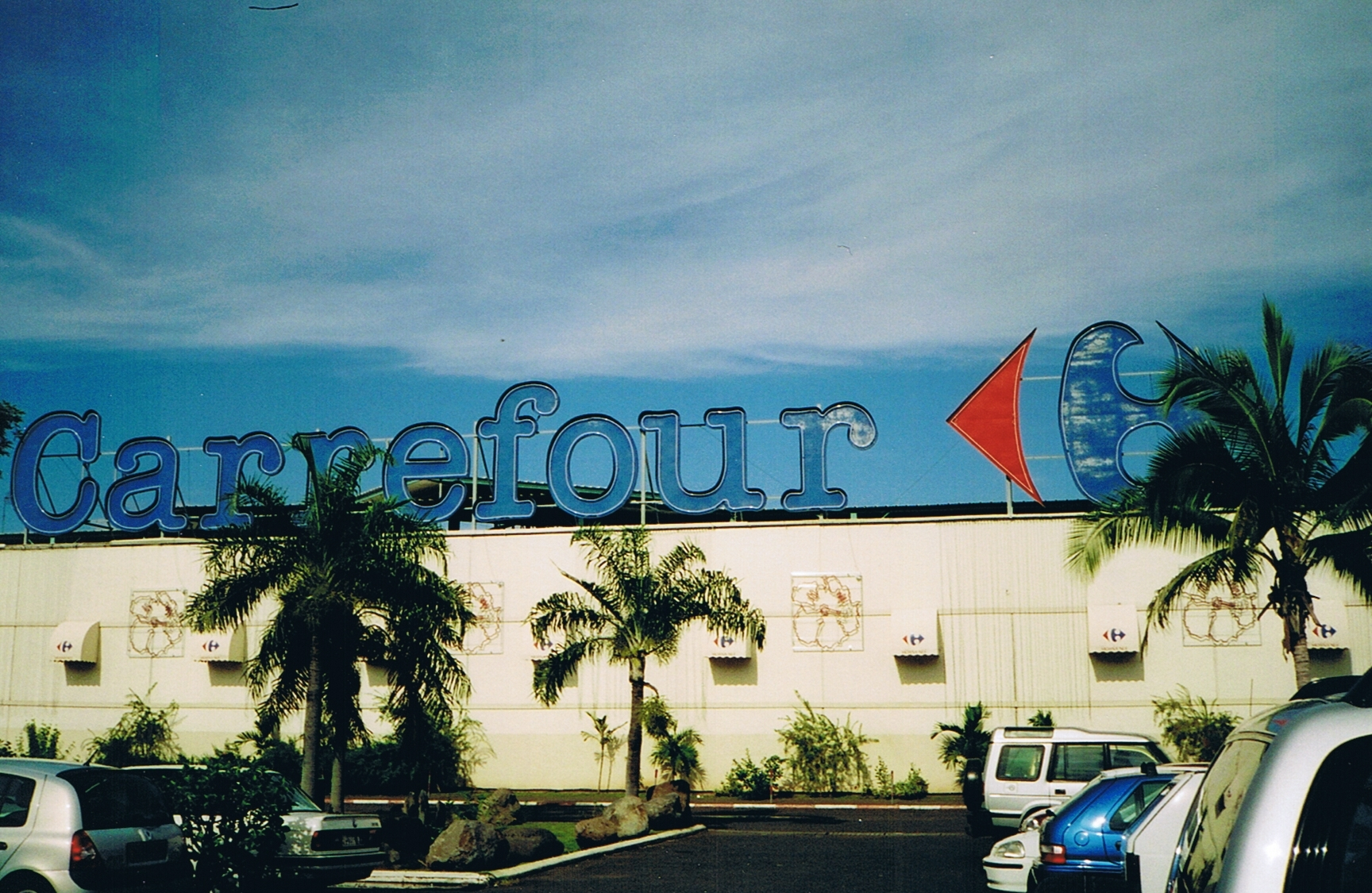
Moderne Zeiten in Französisch-Polynesien

Ein auch nur im entferntesten einheitliches Bild des kulturellen, wirtschaftlichen und politischen Zustandes der Region kann daher nicht gezeichnet werden. Die Unterschiede sind zu groß, eine gemeinsame Entwicklung findet nicht statt. Die einzige Ausnahme ist, dass im gesamten polynesischen Kulturraum unter den indigenen Bevölkerungsschichten in den letzten Jahren eine Rückbesinnung auf ehemalige gemeinsame kulturelle Werte und Denkweisen begonnen hat. Diese Bewegung gewinnt in ganz Polynesien zunehmend an Bedeutung, fordert Anerkennung und in vielen Fällen auch alte Rechte und verloren gegangene Besitztitel zurück. Doch auch hier finden sich unterschiedliche lokale Ausrichtungen und Zielsetzungen, die sich nach den jeweiligen örtlichen Bedingungen richten. Um ein umfassenderes Bild über die gesellschaftliche und politische Entwicklung im modernen Polynesien zu gewinnen, müssen die einzelnen Regionen und Inselgruppen gesondert betrachtet werden. Die Liste der Staaten und Inselgruppen Polynesiens am Artikelende enthält Links, die zu deren Beschreibungen mit lokalen Besonderheiten weiterleiten.

## Geschichte

### Erste Besiedlung
Das polynesische Dreieck stellt eines der größten zusammenhängenden Siedlungsgebiete der Erde dar. Die Art und Weise sowie der Zeitrahmen der Besiedelung Polynesiens durch seine ursprünglichen Bewohner ist bis heute nicht abschließend geklärt. Wahrscheinlich wird eine eindeutige Klärung auch nicht mehr möglich sein, da viele Zeugnisse der alten polynesischen Kultur unwiederbringlich verloren sind.
- Nach einer Theorie des Archäologen Peter Bellwood drangen etwa um 1500 v. Chr. Seefahrer aus Taiwan über die Philippinen in den Raum des Inseldreiecks Tonga/Fidschi/Samoa vor und breiteten sich relativ rasch über die Inseln aus. Diese Theorie wird mit der Entwicklung des Pflanzenanbaus der Gegend und dem Aufkommen einer bestimmten Art von Keramik (sogenannte Lapita-Ware) begründet und „Schnellzug nach Polynesien“ genannt.
- Andere Historiker vermuten eine Besiedlung von Melanesien aus („Langsames Boot nach Polynesien“), wonach um 1300 v. Chr. die Fidschi-Inseln erreicht wurden. Von dort aus erfolgte die Ausbreitung weiter ostwärts über Samoa und Tonga bis zur chilenischen Osterinsel. Neuere Radiokarbondatierungen auf der Insel Rapa Iti haben ergeben, dass die Besiedlung von Fidschi über Tonga und Samoa bis in die Osterinselregion etwa 1500 Jahre gedauert hat. Demnach kamen die ersten Siedler um 1200 n. Chr. hierher und fanden zunächst hervorragende Lebensbedingungen, so dass sie sich stark vermehren konnten.[2]
- Der Völkerkundler Thor Heyerdahl zeigte, dass eine Besiedlung Polynesiens theoretisch auch von Osten her möglich gewesen wäre. Mit der Kon-Tiki, einem Floß aus Balsaholz, wie es schon die Ureinwohner Perus an der Westküste Südamerikas bauten, drang Heyerdahl 1947 von Südamerika bis zum polynesischen Tuamotu-Archipel vor. Nach Ansicht des Forschers begünstigten der Humboldtstrom sowie die vorherrschenden Winde den Seeverkehr von Ost nach West. Deshalb sei eine Besiedlung von Osten wahrscheinlich. Heyerdahl lieferte allerdings keinen ausreichenden anthropologischen Beweis für seine Thesen. Mit Stand 2012 deuteten genetische Untersuchungen für die Osterinsel auf einen (sehr geringen) frühen Einfluss aus Südamerika hin.[3] 2020 veröffentlichte Genanalysen wiesen einen Kontakt zwischen Südamerikanern und Bewohnern der südlichen Marquesas-Inseln zwischen 1150 und 1230 nach.[4] Eine vom amerikanischen Kontinent ausgehende Erstbesiedlung Polynesiens gilt jedoch nach wie vor als äußerst unwahrscheinlich.
- Eine in den letzten Jahren von vielen Wissenschaftlern geteilte Auffassung ist, dass bereits um 4000 v. Chr. seefahrende Völker aus Südostasien, die so genannten Austronesier, damit begonnen hätten, sich über die Inselgruppen des westlichen Pazifik stetig Richtung Osten auszubreiten. Über die Salomon-Inseln hätten sie um 1100 v. Chr. Tonga und Samoa erreicht. Auf Grund einer stetig wachsenden Bevölkerung und daraus entstehender Konflikte um Siedlungsland seien Gruppen von ihnen immer weiter gen Osten gezogen und hätten um 300 v. Chr. die Marquesas-Inseln erreicht. Es wird postuliert, dass die weitere Besiedlung des polynesischen Dreiecks fortan ihren Ausgangspunkt auf den Marquesas hatte: Man nimmt an, dass die Polynesier von dort aus um 300 n. Chr. die Osterinsel erreichten, um 400 n. Chr. nach Hawaiʻi gelangten und um 1000 n. Chr. in Neuseeland Fuß fassten.
- Ein weiterer Forschungsansatz besteht darin, die Gendrift bei Schweinen auf deren Ausbreitung hin zu untersuchen. Forscher um Keith Dobney von der Oxford University schlossen aus Untersuchungen an lebenden sowie den ausgegrabenen Überresten toter Schweine, dass die Hausschweine der Siedler aus dem heutigen Vietnam stammten. Von dort zogen sie mit den Bewohnern über Flores und Timor und breiteten sich dann in zwei unterschiedlichen Routen aus. Eine nördlichere verlief über die Philippinen und die südliche in Richtung Polynesien. Erst dort gab es eine Vermischung mit der Lapita-Kultur.[5]

Bis in die 2000er Jahre konnten für keine dieser Annahmen weitere wissenschaftliche Belege geliefert werden, die die eine oder andere Theorie ausreichend hätten stützen oder widerlegen können. Weder der Vergleich von Sprachen und Dialekten, die Untersuchung ethnischer Eigenarten der Bevölkerungsgruppen, die Einordnung der wenigen archäologischen Funde, noch der Versuch, anhand des Vorkommens der vom Menschen in diesen Lebensraum eingeführten Nutzpflanzen und Tierpopulationen auf die genauen Wege der Besiedlung zu schließen, hatten eindeutige Beweise für die eine wie die andere Theorie ergeben. Erst 2008 veröffentlichte ein Team um Jonathan Friedlaender eine Studie, die anhand von menschlichen Erbgutuntersuchungen Belege bringt, die eine Besiedlung über Melanesien unwahrscheinlich erscheinen lassen. In der Studie wurden die genetischen Proben von tausend Menschen aus 41 pazifischen Populationen auf die Existenz von 800 Markern untersucht. Es wurde dadurch festgestellt, dass kaum Anzeichen bei den Polynesiern auf eine Vermischung mit Melanesiern zu finden sind, wie sie bei einer Wanderung über Melanesien wahrscheinlich wären.
Im Oktober 2008 brach von den Philippinen aus die Lapita-Expedition mit dem Ziel auf, mit Katamaranen nach historischem Vorbild sowie mit den Navigationsmethoden der Polynesier den Besiedelungsweg Polynesiens nachzufahren. Der Weg führte von den Philippinen über die indonesischen Molukken-Inseln, entlang der Nordküste Neuguineas, durch den Archipel der Salomonen bis zu den Inseln Tikopia und Anuta, wo die beiden Katamarane der ortsansässigen Bevölkerung als Geschenk übergeben wurden. Die Reise über 4000 Seemeilen wurde trotz schwieriger Wetterbedingungen in einem halben Jahr absolviert. Die Theorie, dass die Besiedelung Polynesiens aus dem asiatischen Raum stattgefunden haben könnte, wurde damit etwas untermauert.

### Einflüsse von außen

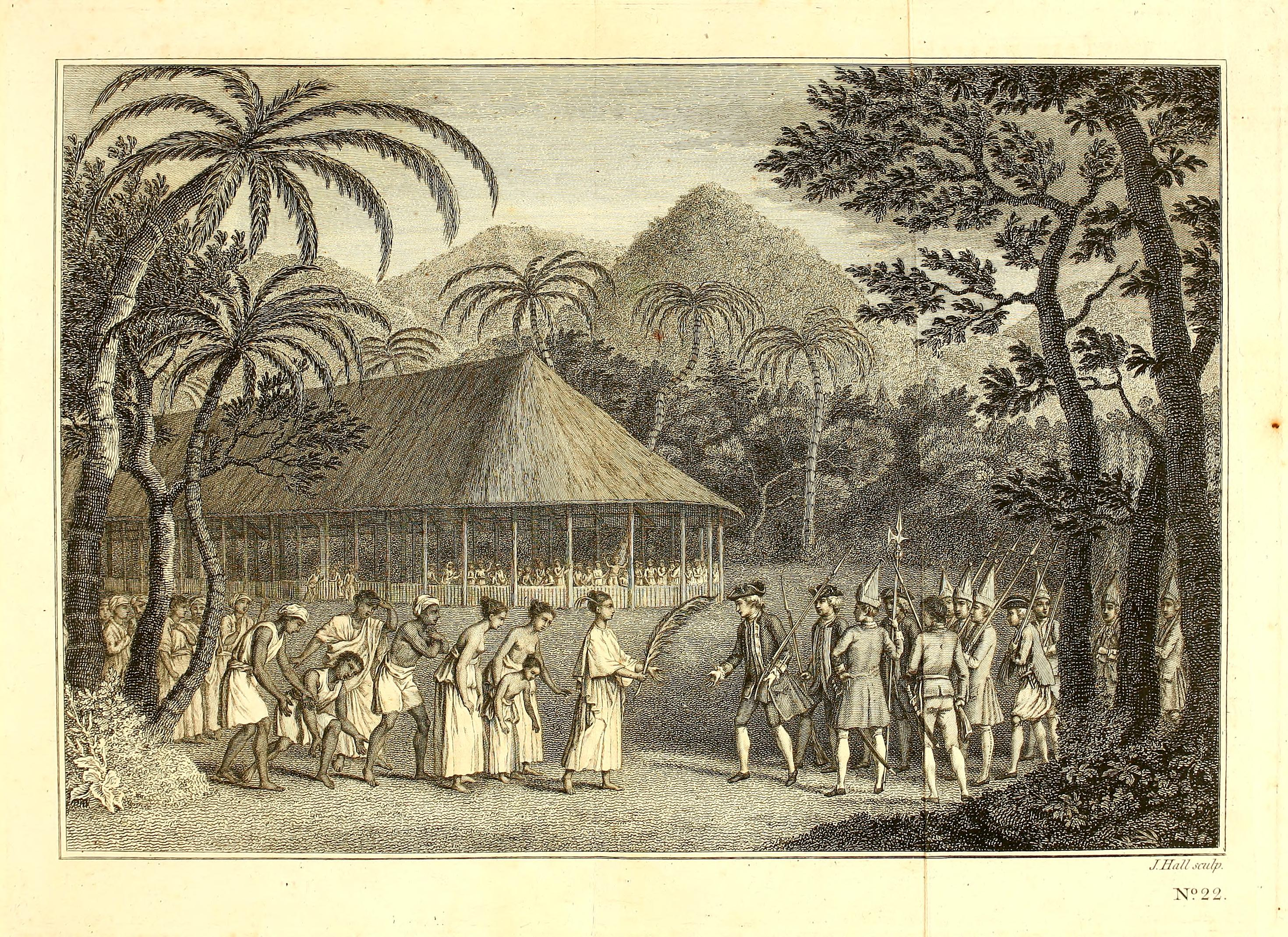
Kapitän Wallis trifft Königin Oberea in Tahiti,
ca. 1772

Die ersten Europäer, die das polynesische Inselreich näher erkundeten, waren der englische Forscher Samuel Wallis im Jahre 1767, der Franzose Louis Antoine de Bougainville 1768 und James Cook im Jahr 1769. Besonders die Berichte James Cooks und der Forscher, die ihn auf seinen insgesamt drei Südsee-Reisen begleiteten (u. a. Johann Reinhold Forster und Georg Forster), lenkten die Aufmerksamkeit Europas auf die Region. Bald darauf folgte den ersten europäischen Entdeckern eine große Zahl an Händlern, Abenteurern und den sogenannten Strandläufern, mit verhängnisvollen Folgen für die polynesischen Ureinwohner: Die eindringenden Europäer und Amerikaner waren auf der Suche nach neuen Handelsrouten, nach Fellen, wertvollen Hölzern u. a. Rohstoffen. Sie zeigten wenig Respekt oder Interesse, die tausende Jahre alte Kultur Polynesiens kennenzulernen und zu erhalten. Überdies schleppten sie Infektionskrankheiten ein, die bislang in der Region nicht bekannt waren und gegen welche die Polynesier keine Immunabwehr besaßen. Diesen Krankheiten fiel binnen kurzer Zeit ein großer Teil der Bevölkerung zum Opfer. Ein weiterer Teil wurde systematisch dezimiert, als im Gefolge der europäischen Kaufleute auch Sklavenhändler die Inseln heimsuchten.
Bald kamen auch die ersten christlichen Missionare nach Polynesien. Auf vielen Inseln führten sie einen erbitterten Kampf gegen ererbte kulturelle und religiöse Überzeugungen. Vielerorts verbanden sie sich mit den herrschenden Familien, zerstörten die Tempel und drängten die Ausübung einheimischer Rituale, Tänze und Gesänge zurück.
Kurz darauf gab es erste politische Umbrüche: Die führenden seefahrenden Nationen Europas und später auch die Vereinigten Staaten von Amerika hatten die militärische Schwäche der Völker der Region erkannt und begannen, Insel um Insel zu annektieren und ihren Kolonialreichen einzuverleiben. Am Ende blieb nur Tonga als einzige polynesische Nation, die nie Kolonie war.
Es wurden aber auch Expeditionen in diesen Regionen durchgeführt, die sowohl Seewege als auch Land entdecken und die Lebensart der Bewohner studieren sollten. Auf den Schiffen befanden sich Wissenschaftler, die mit Ernst und Neugier sowohl die Gebräuche als auch die Sprache der Polynesier studierten. Der deutsche Dichter Adelbert von Chamisso (1781–1838) war einer der ersten, die in deutscher Sprache Teile von Polynesien (u. a. Hawaiʻi) und die dort lebenden Völker beschrieben. Er war Teilnehmer der russischen Rurik-Expedition unter Kapitän Otto von Kotzebue, die mehrere hundert Inseln besuchte und kartographierte. Forschern wie Cook oder Chamisso verdanken wir einen Großteil der Kenntnisse über das ursprüngliche Leben einer Kultur, deren Wurzeln heutzutage weitgehend verloren sind.

### Einfluss auf die Natur
Für Flora und Fauna der betroffenen Inseln führte die Besiedlung durch die Polynesier zu einer ersten Aussterbewelle. So waren die Moas und viele andere neuseeländische Arten schon vor der Ankunft der europäischen Entdecker ausgestorben und sind uns nur durch Knochenfunde bekannt. Ebenso erging es den Moa-Nalos in Hawaii. Durch die europäischen Siedler wurde dann eine zweite Aussterbewelle verursacht.

## Kultur

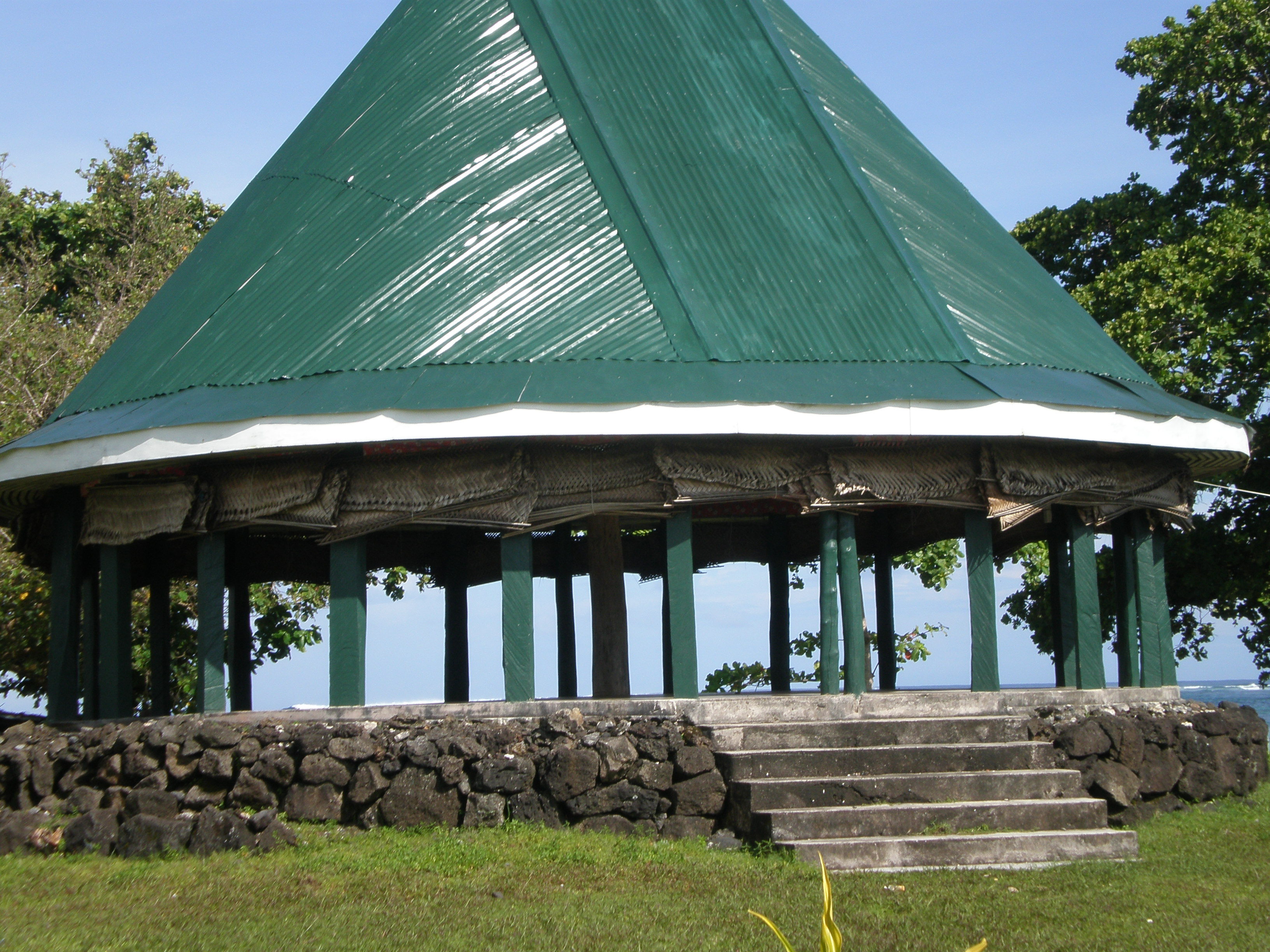
Fale tele, traditionelle Architektur auf den Samoa-Inseln

Obgleich viele der Inseln Polynesiens durch tausende Kilometer offenes Meer voneinander getrennt sind und der gegenseitige Kontakt zwischen den Bewohnern entfernter Inselgruppen oft über Jahrhunderte unterbrochen war, wird die Inselwelt doch als ein in seinen wesentlichen Zügen gemeinsames Kulturareal betrachtet. Dies beginnt bei den Sprachen, die erhebliche Gemeinsamkeiten aufweisen, führt über die gleichartigen religiösen Vorstellungen und die Ähnlichkeit der gesellschaftlichen Strukturen hin zu nahe verwandten Methoden in Landwirtschaft, Handwerk, Hausbau und Schifffahrt, die sich überall in der Inselwelt nachweisen lassen. Allerdings haben sich innerhalb dieses Kulturkreises dank der räumlichen Trennung viele den jeweiligen Inselgruppen eigene kulturelle Verzweigungen ausgebildet.

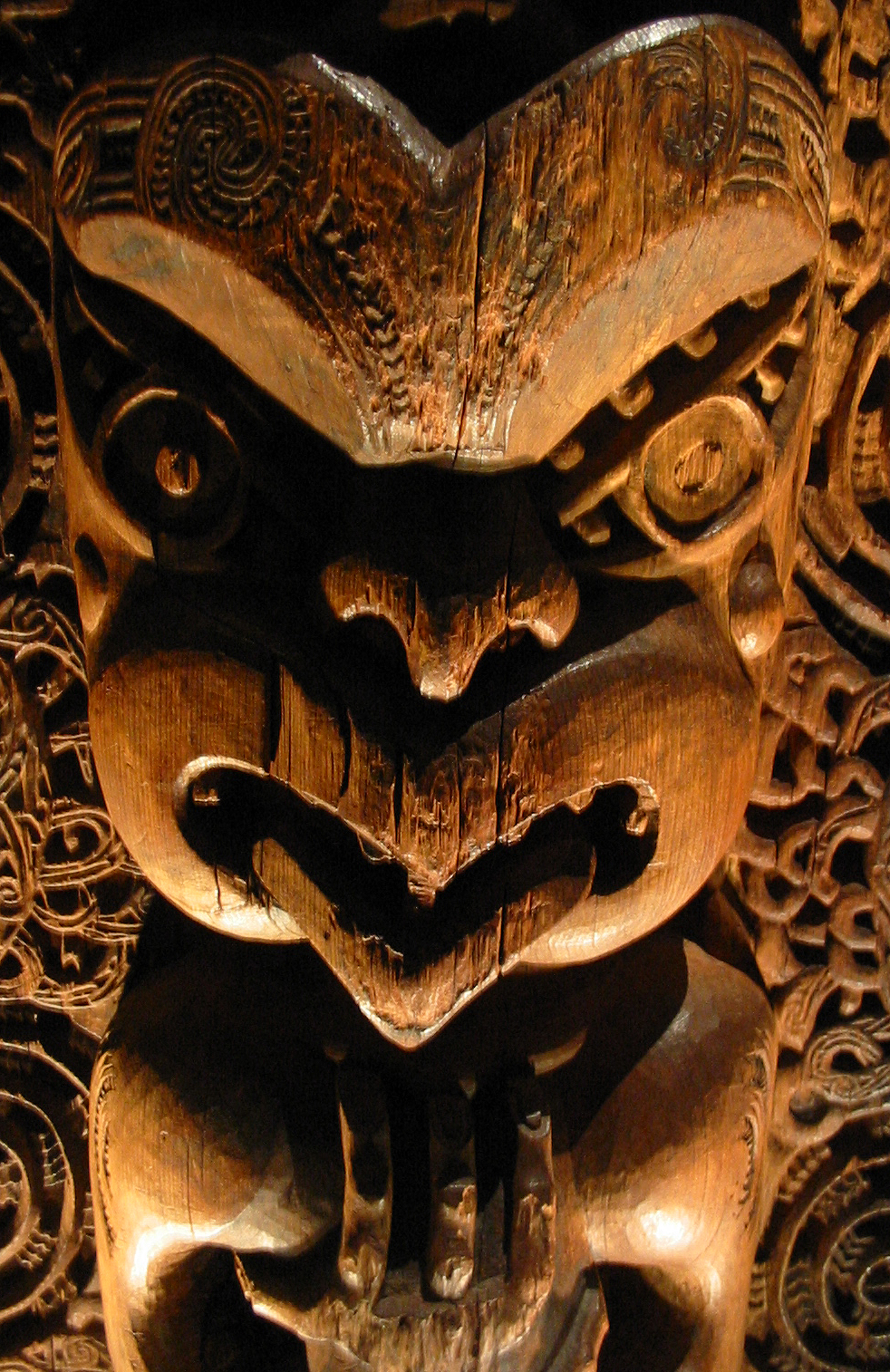
Holzschnitzerei an einem Haus (Māori, Volksgruppe Ngāti Awa, Neuseeland, ca. 1840)

Diese unterteilen sich in zwei wesentliche Strömungen: Den west-polynesischen Kulturraum mit Tonga, Niue, Samoa und den polynesischen Exklaven sowie den ost-polynesischen Kulturraum, der sich über die Cookinseln, Tahiti, die Tuamotus, Marquesas, Hawaiʻi bis zur Osterinsel erstreckt. Die Kulturen West-Polynesiens waren besonders an höhere Bevölkerungszahlen angepasst. Sie besaßen ein hochentwickeltes Rechtssystem und pflegten eine fortgeschrittene Handelstradition. Die gesellschaftlichen Strukturen waren starr und wurden durch ein rigides Heiratsrecht zementiert.
Die ostpolynesischen Kulturen hingegen hatten sich vor allem an die schwierigen Bedingungen auf kleineren Inseln und Inselgruppen eingestellt. Obgleich von Natur aus konservativ, besaßen sie eine hohe Flexibilität, wenn es darum ging, die Opfer eventueller Naturkatastrophen auszugleichen. Die sozialen Institutionen und Hierarchien waren im Prinzip durchlässiger, allerdings wurde ihr grundsätzlicher Erhalt mit großer Härte durchgesetzt.
Eine Sonderrolle spielt in diesem Zusammenhang die Kultur der Māori in Neuseeland. Diese entstammt dem ostpolynesischen Kulturkreis, denn die Inseln wurden von Ostpolynesiern besiedelt. Konfrontiert mit den Erfordernissen und Eigenarten des Lebens auf großen Inseln ist die Māori-Kultur seither aber in vielen Bereichen eigene Wege gegangen.
Die polynesischen Gesellschaften trugen einen ausgesprochen kriegerischen Charakter, und häufige Kriegszüge zwischen rivalisierenden Königreichen waren üblich. Diese Kriege wurden nicht selten mit ausgesprochener Grausamkeit geführt, und in vielen Volksgruppen gehörten Menschenopfer zum Alltag derartiger Auseinandersetzungen.
Allen polynesischen Kulturen ist gemeinsam, dass sie niemals eine Schriftsprache entwickelt haben. Alles Wissen und die Geschichte jeder Insel wurden in mündlicher Tradition mittels oftmals tausende Zeilen langer Gesänge und Texte überliefert. Eine Ausnahme bildet die Rongorongo-Schrift der Osterinsel, deren genauer Ursprung noch ungeklärt ist. Ebenso wenig kannten die Polynesier die Bearbeitung und Verwendung von Metallen. Die ersten Europäer, die mit Polynesiern in Kontakt kamen, bezeichneten sich selbst als „Entdecker“ und kamen zu der irrtümlichen Einschätzung, sie hätten es hier mit einer primitiven Kulturform zu tun. Erst spät wurde erkannt, dass die polynesische Kultur hoch entwickelt und in der Anpassung an ihr schwieriges maritimes Umfeld ausgesprochen leistungsfähig war.

### Religion

#### Traditionelle polynesische Religionen
In den polynesischen Sprachen existiert kein eigenständiges Wort für Religion, denn in der Weltsicht der Polynesier gab es den Unterschied zwischen einer diesseitigen und einer jenseitigen Welt nicht. Wie bei allen ethnischen Religionen finden sich unterschiedliche Vorstellungen auch bei nahe verwandten Gruppen. Umso erstaunlicher ist es, dass man ausgerechnet im riesigen Pazifischen Ozean mit seinen vereinzelten Inselgruppen, die zwangsläufig zu einer großen Isolation seiner Bewohner führten, von einer im Wesentlichen einheitlichen polynesischen Religion (und darüber hinaus von einem homogenen Kulturareal) sprechen kann. Diese Tatsache wurde von der Völkerkunde bereits früh entdeckt, dies verdeckte allerdings lange Zeit die bestehenden Unterschiede und führte zu falscher Theoriebildung (etwa die Urmonothismus-These von Wilhelm Schmidt).
Die ersten Besiedler Polynesiens werden nach den Überlieferungen Manahune (etwa: die Experten des Mana) genannt. Sie hatten eine animistische Weltsicht von der (göttlichen) Beseeltheit der Natur und des menschlichen Lebens. Dämonen, Ahnengeister, andere Geistwesen und Schutzgötter (Aitu) waren lebendiger Bestandteil ihres täglichen Lebens. Der Ahnenkult hatte eine große Bedeutung, denn die menschlichen Ahnen galten als reale und überaus wichtige Instanz, die bei jeder bedeutenden Entscheidung um ihr Einverständnis befragt wurden. Bereits aus dieser Zeit stammen die Mythen von den Kulturheroen Maui (dem Schalk) und Tiki (bei den Maori der erste Mensch), die wesentlich an der Entstehung des Lebens, der Fruchtbarkeit und der menschlichen Kultur (insbesondere des Fischfangs) beteiligt waren. Aufgrund des im Pazifik allgegenwärtigen Insel-Meer- und Erde-Himmel-Gegensatzes beherrschten solche Gegensätze schon die älteste Mythologie der polynesischen Ethnien.
Der Gegensatz von Leben und Tod hat auch in Polynesien zu einer dichotomischen Auffassung vom Menschen geführt: Zum einen ist da der Körper, der meist tino genannt wird, und die Seele, die zu Lebzeiten des Menschen als agāga (Samoa), iho (Tahiti), wailua (Hawai‘i), wairua (Maori) oder kuhane und ‘uhane (Marquesas, Hawai‘i, Mangareva, Tuamotus, Osterinsel) bezeichnet wird.
Die polynesische(n) Religion(en) spiegeln untrennbar die soziopolitischen Strukturen des vorstaatlichen Häuptlingstums wider: Während das einfache Volk auf die Manahune zurückgeführt wird, stellt die Legende den Adel in die Ahnenreihe der Ariki: später eingewanderter Geschlechter, die aus der mythischen Urheimat Hawaiki stammten, sich häufig als direkte Nachfahren berühmter Schöpfergottheiten sahen und die über wesentlich mehr mana tapu verfügten. Dies legitimierte ihre Macht.
Abgesehen von mancherlei Differenzierungen in den einzelnen polynesischen Gesellschaften sind Varianten der Bezeichnung Ariki fast überall bekannt. Auf den Marquesas heißen Häuptlinge hakā‘iki und auf Mangareva tupua und ‘akao. Der Umgang mit all diesen Herrschern war für das gemeine Volk mehr oder weniger stark, immer oder zeitweilig eingeschränkt. Im Fall des sakralen Herrschers von Tonga, des Tu‘i Tonga, und des ‘Ariki Mau oder ‘Ariki Henua der Osterinsel ging dies so weit, dass sie regierungsunfähig wurden und ein säkularer Herrscher, der Tu‘i Ha‘atakalaua oder 
Tu‘i Kanokupolu (Tonga) bzw. der Tagata Manu (d. h. Vogelmann Osterinsel), eingesetzt wurde.
Mit den Ariki nahm die polytheistische Götterwelt und die starke Schichtung der polynesischen Gesellschaft in Adel, gemeines Volk und Sklaven ihren Anfang. Dies hatte bedeutende Auswirkungen in allen Bereichen der polynesischen Gesellschaft. Ob die soziale Rangordnung (Adel, gemeines Volk, Sklaven) oder die tägliche Lebensgestaltung des Individuums, jedes Detail der polynesischen Kultur unterlag den Folgerungen aus dieser Weltsicht: Jedes Handwerk, jede Kunst, jeder Fischzug und jede bewaffnete Auseinandersetzung war direkt an diese gleichermaßen weltliche wie spirituelle Sicht der Realität gekoppelt. Ein Verständnis der polynesischen Kultur wie Gesellschaft ohne grundsätzliche Einbeziehung dieser transzendenten Grundhaltung ist daher nicht möglich.

##### Der polynesische Götterhimmel

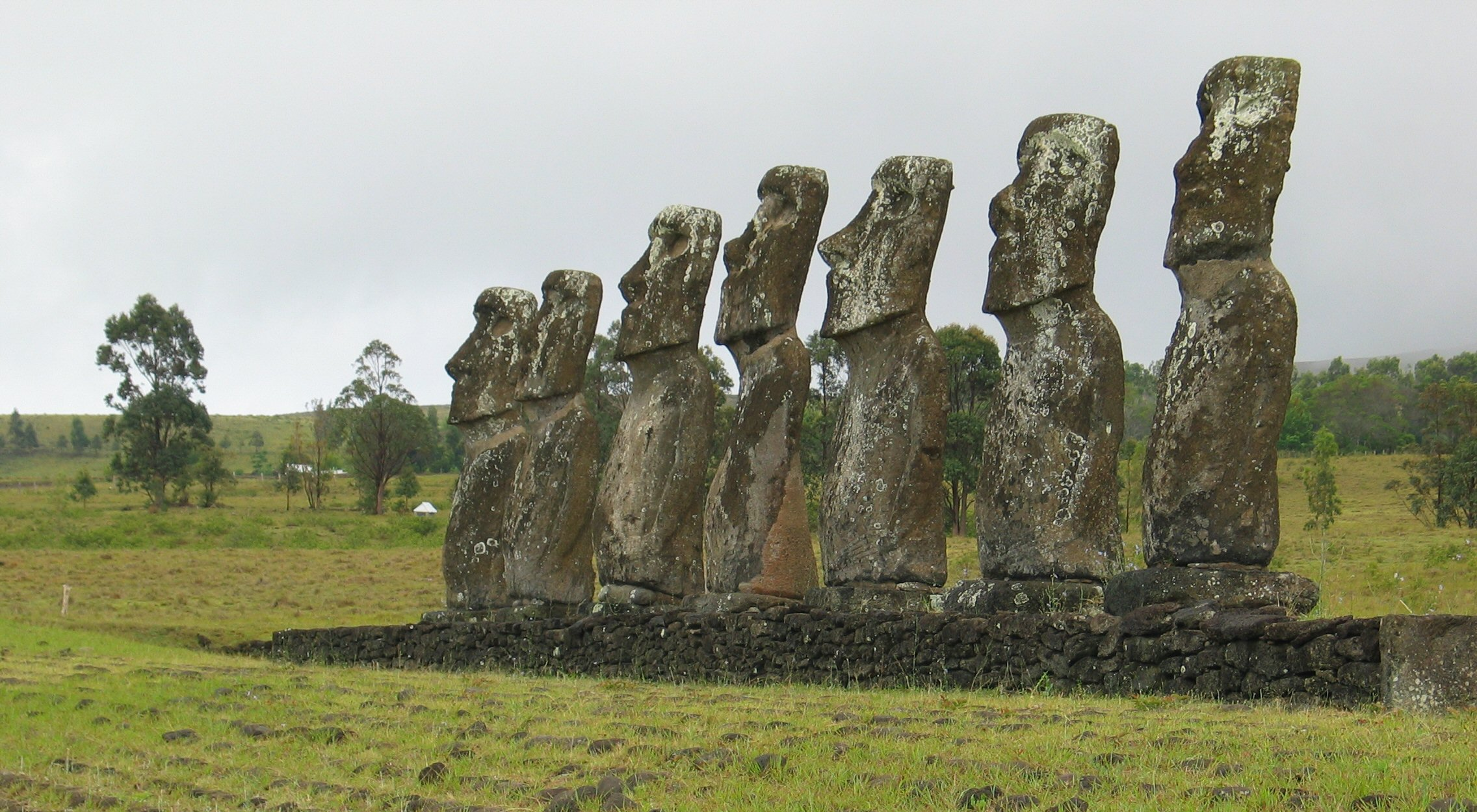
Moai am Ahu Akivi, Osterinsel

Ausgehend von Maui und Tiki entwickelten die Polynesier eine stark hierarchisch gegliederte Götterwelt, in der jedes Adelsgeschlecht seinen eigenen Gott hatte. Sie waren in einigen Teilen Polynesiens die obersten Gottheiten.
Obwohl auf oben beschriebene Weise die grundsätzlichen religiösen Vorstellungen in allen polynesischen Gesellschaften sehr ähnlich waren und auf denselben prinzipiellen Grundvorstellungen beruhten – etwa der menschengestaltigen Götter mit festen Kultstätten –, haben sich in den verschiedenen Regionen doch unterschiedliche Formen und Glaubensinhalte ausgebildet. Die Götter der Māori sind daher nicht gleichzusetzen mit denen der Völker auf Tahiti oder auf Hawaiʻi. Dies beruht auf der Tatsache, dass die polynesische Götterwelt sehr stark an die jeweilige Region und Genealogie der dort heimischen Völker gebunden ist. Zwar gibt es eine allen polynesischen Völkern gemeinsame Wurzel dieser Götterwelt, doch diese ist sodann in ihrer Weiterentwicklung von ebendiesen regionalen Gegebenheiten abhängig:
Gemeinsam haben sie alle die Idee eines Schöpfungsmythos, der die Entstehung der Welt zum Inhalt hat. Im Rahmen dieses Mythos erscheinen erste Göttergestalten. Aus diesen entwickeln sich sodann verschiedene Genealogien, die zum einen die Entwicklung der Geschlechter der Götterwelt zum Inhalt haben, aber schon bald auch die Geschichte menschlicher Geschlechter in diesen Rahmen einbeziehen. Wie gesagt: Die jenseitige und diesseitige Welt war in den Augen der Polynesier untrennbar ineinander verwoben. So konnte es durchaus geschehen, dass im Rahmen derartiger Genealogien die Urahnen eines menschlichen Geschlechtes in naher Verwandtschaft zum Gott oder der Göttin stehen, die den am Ort befindlichen Vulkan zur Heimstatt erkoren hat. In vielen Fällen wurden Könige oder Menschen aus adeligen Familien deshalb bereits zu ihren Lebzeiten in den Stand von Göttern gehoben.
Bekannte Götter der polynesischen Religion sind Hina, die Mondgöttin, oder Pele, die hawaiische Göttin der Vulkane. Bei den mittleren Gottheiten (Atua) gab es drei Hauptgötter: Tane, Tu und Rongo (Hawaii: Kane, Ku und Lono). Tu (oder Ku) war der Kriegsgott, der auch Menschenleben forderte. Rongo (Lono) war der Gott des Friedens und der Landwirtschaft, Tane (Kane) der Bringer des Sonnenlichts und des Lebens. Ein weiterer (männlicher) Gott war Tangaroa (Tangaloa, Ta’aroa), der Herrscher über das Meer, der auf einigen Inseln Polynesiens als oberster Schöpfergott und Ahnherr der Adelsgeschlechter verehrt wurde. In Zusammenhang mit ihm steht die Überlieferung von dem Weltei: Einst entschlüpfte Tangaroa einem eiförmigen Gebilde, wobei der obere Rand der zerbrochenen Eischale heute den Himmel, der untere Rand die Erde bildet. Auf der niedrigsten Sprosse der polynesischen Götterhierarchie stehen die schon bei den Manahune bekannten Ahnengeister und Schutzgottheiten.
Die Mythen, Götter und Genealogien wurden seit tausenden von Jahren in Gesängen und Texten der verschiedenen polynesischen Völker überliefert, oft in Form sehr lebendiger und drastischer Darstellung. Der Götterhimmel Polynesiens war also überaus vielgestaltig und dank seiner regionalen Ausformungen kaum überschaubar. Die ihm entsprungenen Mythen werden – sofern sie im Zuge von Christianisierung und Kolonisation nicht unwiderruflich verloren gegangen sind – die Forschung deshalb noch lange Jahre beschäftigen.

##### Mana
Ein weiteres zentrales Element polynesischer religiöser Glaubensvorstellungen findet sich unter dem Begriff des Mana: In seiner grundlegenden Bedeutung bedeutet Mana zuerst einmal nichts anderes als Macht. Allerdings ist dieser Begriff in der polynesischen Weltsicht ungleich weiter gespannt als in unserem Kulturkreis üblich, da – wie oben angedeutet – die Polynesier eine Trennung zwischen jenseitiger und diesseitiger Welt nicht in einer Form vornahmen, wie sie uns geläufig ist. Mana besitzt in der polynesischen Kultur eine starke spirituelle Komponente, wird daher auch und in wesentlichem Maße als spirituelle Macht verstanden. Es bezeichnet eine spirituelle Kraft, die gleichermaßen die jenseitige Welt der Götter und Ahnen durchdringt wie auch die diesseitige Welt des täglichen Lebens. In den Augen der Polynesier ist alles von dieser Kraft durchdrungen: Jeder Stein, jede Pflanze, jedes Tier und eben jeder Mensch besitzt folglich das ihm gemäße Mana. Dies gilt indes nicht nur für einzelne Entitäten, sondern auch für übergeordnete Zusammenhänge. Ein Waldstück hat ebenso sein spezifisches Mana wie ein Saumriff, ein Berg oder eine ganze Insel. Diese Beziehung reicht tief ins Jenseitige, verbindet jeden einzelnen Stein, Mensch oder Bach mit der Welt der Ahnen und Götter und über diese hinaus mit der gesamten diesseitigen wie jenseitigen Schöpfung.
Die Annahme des Vorhandenseins einer derartigen Kraft hatte für die alten Polynesier ganz konkrete Auswirkungen auf ihr alltägliches Leben. Zum einen waren sie der Überzeugung, dass der Fluss des Manas umso stärker war, je näher dieser dem jenseitigen, göttlichen Bereich stand. Folglich gingen sie davon aus, dass ein Mensch, dessen Genealogie sich in direkter Linie auf einen oder mehrere Götter oder bedeutende Ahnen zurückführen ließ, auch Träger eines besonders starken Manas sein musste. Hierauf führten viele polynesische Adelsgeschlechter ihren Anspruch auf eine Sonderstellung in der polynesischen Gesellschaft zurück. Doch es ging auch umgekehrt: Ein Mensch, der sich durch besondere Taten auszeichnete, bewies dadurch gleichermaßen seine spirituelle Kraft und damit seine Nähe zu den Ahnen und Göttern. Waren diese Taten groß genug, dann wurde er eventuell gar Begründer einer eigenen Genealogie, die nun ebenfalls ihren Niederschlag in den Gesängen und Texten fand, durch welche die Polynesier ihr kulturelles Erbe transferierten. So geschah es häufig, dass die Entdecker wie auch die ersten Siedler einer bis dahin unbekannten Insel Bezugspunkt einer derartigen neu geschaffenen Genealogie wurden und auf diese Weise neuen Adelsgeschlechtern zur Geburt verhalfen. Ihre Abenteuer bei der Entdeckung und Besiedlung sowie ihre Nähe zu den besonderen Göttern ebendieser neu entdeckten Insel wurden daraufhin Inhalt der ursprünglichen Mythen dieser Inselgesellschaft.
In dieser Denkweise liegt die Wurzel für die besondere Reichhaltigkeit der polynesischen Mythologie. Die grundsätzliche Vorstellung über das Wesen der Welt bleibt innerhalb dieses Rahmens im gesamten polynesischen Kulturraum zwar die gleiche. Allerdings konnte die spezielle Mythologie einer Inselgesellschaft durchaus zu deutlichen Unterschieden in den religiösen und gesellschaftlichen Praktiken führen. Diese nahmen auf Grund der örtlichen Besonderheiten auf den verschiedenen Inselgruppen daher oftmals unterschiedliche Formen an, und da sich im Rahmen des polynesischen Denkens Religion und tägliches Leben nicht einfach trennen ließen, führte dies auch zu ausgeprägten Unterschieden in den sozialen Strukturen.

##### Tabu

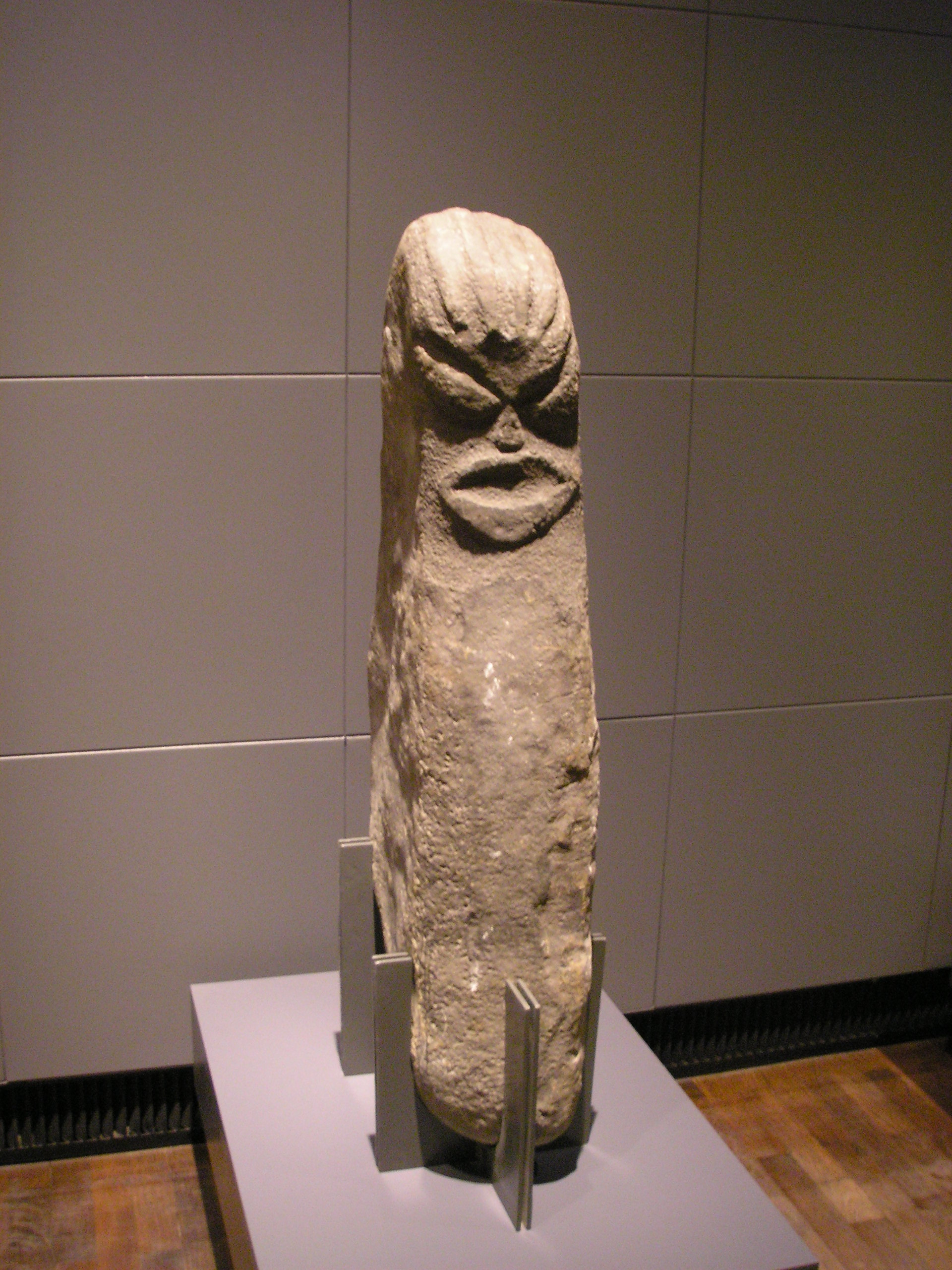
Steinfigur aus Hawaiʻi

Ein gewichtiges Mittel, die sozialen Strukturen auszuformen, war in der polynesischen Gesellschaft die unterschiedliche Behandlung von so genannten „Tabus“:
Mit dem Begriff tapu (geheiligt; hawaiisch: kapu) wurde in der traditionellen polynesischen Gesellschaft das unbedingte Verbot bezeichnet, bestimmte Orte zu betreten, Gegenstände, Tiere und Personen zu berühren oder anzusprechen, die als Sitz oder Träger einer besonderen Art von Mana gekennzeichnet waren. Auch das Aussprechen bestimmter Worte oder Begriffe konnte auf solche Weise mit einem Verbot belegt sein. Der auch in der europäisch-westlichen Gesellschaft heutzutage übliche Begriff des Tabus geht auf diese polynesische Wurzel zurück. In erster Linie dienten diese Tabus der Verfestigung gesellschaftlich-religiöser Strukturen. Bestimmte Orte durften beispielsweise zu festgelegten Zeiten nur von dafür ausersehenen Menschen betreten werden, die in der Regel den höheren Ständen angehörten. Andere Orte dienten der Ausübung von Reinigungs- und Opferritualen. Den Männern, die sich derartigen Riten unterzogen, war während dieser Zeit unter Umständen per Tabu verboten, einer Frau nahe zu kommen oder diese gar zu berühren. Es gab eine Vielzahl derartiger Regeln und deren Nichteinhaltung konnte schwere Strafen nach sich ziehen. Der Vollzug der Todesstrafe wegen Tabubruchs war keine Seltenheit.
Manche der verhängten Tabus können aus westlicher Sicht auch funktional interpretiert werden: So wurden häufig bestimmte Pflanzgebiete oder auch Fischgründe für bestimmte Zeiten mit einem Tabu belegt, was diesen eine ausreichende Zeit der Regeneration gewährte. Andere hatten die Kontrolle der Bevölkerungszahl zum Inhalt oder den Verzehr und Verbrauch von Ressourcen und Lebensmitteln. Hier allerdings finden sich auch viele Tabus, die aus moderner Sicht weniger hinnehmbar erscheinen: So war in vielen polynesischen Gesellschaften den Frauen der Verzehr von Fleisch und bestimmten wertvollen Früchten per Tabu grundsätzlich verboten.
Auch gab es Tabus, die den in der gesellschaftlichen Rangordnung tiefer stehenden Mitgliedern der Gemeinschaft etwa verboten, über den Schatten eines Oberen zu steigen oder diesem auf gleicher Augenhöhe zu begegnen. So findet sich hier eine Gemengelage an Regeln, die in den verschiedenen polynesischen Gesellschaften zum Aufbau von teilweise grundlegend unterschiedlichen sozialen und wirtschaftlichen Strukturen führte. Allen gemeinsam war allerdings die bedingungslose Herleitung aus überwiegend metaphysisch begründeten Ursachen.

##### Magie und Religionsausübung
Die gemischt weltlich-spirituelle Betrachtungsweise der Realität durch die Polynesier hatte einen grundlegend pragmatischen Aspekt: Sie waren überzeugt, auf diese Realität in allen ihren Ebenen konkreten Einfluss nehmen zu können. Obzwar sie sich zu einem wesentlichen Teil als Opfer und Spielball jenseitiger Mächte verstanden, gingen sie mit tiefer Überzeugung davon aus, in jenem Bereich selbst handelnder Faktor sein zu können. Magischen Einfluss auf den Verlauf des Schicksals zu nehmen, galt ihnen daher als eine selbstverständliche Grundbedingung menschlichen Handelns. Dies galt für den einfachen Mann ebenso wie für die hierauf spezialisierte Kaste der Priester. Ob bei der Aussaat, dem Bau einer Hütte oder dem Fischfang, immer war es ein Anliegen aller Beteiligten, den Segen von Göttern und Ahnen auf das jeweilige Vorhaben zu ziehen und den Fluss des Mana in sein Gelingen zu lenken.
Die Ausübung der alten polynesischen Religion war deshalb grundlegender Bestandteil des ganz normalen Alltages jedes Mitgliedes dieses Kulturkreises. Das stete Wirken von Göttern und Ahnen bei der Gestaltung der täglichen Realität wurde als gegeben vorausgesetzt. Mana galt als eine beeinflussbare und formbare Kraft, mit deren Hilfe das Gelingen allen Handelns unterstützt wurde. Dem einfachen Mann war hierbei eine gewisse Freiheit in der Gestaltung seines persönlichen Glaubens erlaubt. Es stand ihm weitgehend frei, sich den oder die Götter, denen er huldigen wollte, selbst auszusuchen. Adelige und Mitglieder angesehener Familie besaßen diese Möglichkeit in geringerem Maße, da sie sich an den Vorgaben ihrer Abstammung orientieren mussten, die innerhalb der Familien mittels oftmals mehrere tausend Zeilen umfassender Genealogien überliefert wurden. Die von den Vorfahren geschaffenen Verbindungen zu bestimmten Göttern und Ereignissen in der jenseitigen Welt waren für sie bindend, wenn sie sich den Segen der Ahnen erhalten und Träger des daraus resultierenden starken Manas bleiben wollten.
Auf den meisten Inseln gab es vier Typen religiöser Ämter und Berufungen:
- Ritualpriester. Sie standen den Häuptlinge nahe und nahmen rituelle Handlungen wie Opfer vor,
- Inspirierte Priester,
- von Geistern Besessene,
- Zauberer[9]

#### Religion im modernen Polynesien
Bereits kurz nach den britischen Forschungsreisen im 18. Jahrhundert begann eine intensive christliche Missionstätigkeit in Polynesien. Ursache war vor allem die evangelikale Erweckungsbewegung in England und die Offiziere an Bord der Schiffe waren meist Mitglieder der Church of England und befürworteten die Christianisierung der „Wilden“. 1795 entstand die London Missionary Society und 18 Jahre später die Wesleyan Methodist Missionary Society, die erhebliche Anstrengungen zur Christianisierung der polynesischen Bevölkerung unternahmen. Kennzeichnend für sie war dabei die Strenge, mit der sie jegliche synkretistischen Verknüpfungsversuche von traditionellem Glauben und Christentum unterbanden. Auch im französischen Einflussbereich entstanden früh missionarische Aktivitäten. Kaum anderswo war die Missionstätigkeit in der Kolonialzeit so erfolgreich wie in Polynesien. Es gab trotz allem auf einigen Inseln synkretistisch-religiöse Bewegungen im 19. Jahrhundert, die versuchten, aus Elementen der traditionellen und christlichen Religion „neue polynesische Religionen“ zu schaffen. So etwa die Kaoni-Bewegung auf Hawaii (ab 1868), die Iviatua-Religion auf der Osterinsel (ab 1914) oder Pai Mārire auf Neuseeland (ab 1864).
Heute gehören die meisten Bewohner der pazifischen Inseln einer christlichen Kirche oder Konfession an. Gottesdienst, Gemeindearbeit und die Kirchenfeste gehören zum Alltag. Dennoch haben sich auf vielen Inseln ursprüngliche Glaubenselemente erhalten, die für die Bewahrung der Kulturen sehr wichtig sind. Dazu gehören die Verehrung der (mythischen) Vorfahren, die Überlieferungen von Schöpferwesen und Geistern sowie von mächtigen Kulturheroen. Die alten Götter (bzw. die Elemente, für die sie stehen), die religiösen Mythen sowie mana und tapu sind trotz der Christianisierung noch im Denken der Menschen verhaftet.

### Die soziale Ordnung der polynesischen Gesellschaft
Der Aufbau der polynesischen Gesellschaft steht naturgemäß in einem engen Zusammenhang mit den oben geschilderten Glaubensvorstellungen. Grundsätzlich gilt, dass polynesische Gesellschaften einer strengen hierarchischen Ordnung unterlagen, deren Einhaltung mit großer Härte durchgesetzt wurde. Diese Hierarchie folgte besagten Genealogien und stellte die Familien an die Spitze der Gemeinschaft, deren Ahnenreihen am tiefsten in der Mythologie des jeweiligen Volkes verwurzelt waren.

#### Der Adel

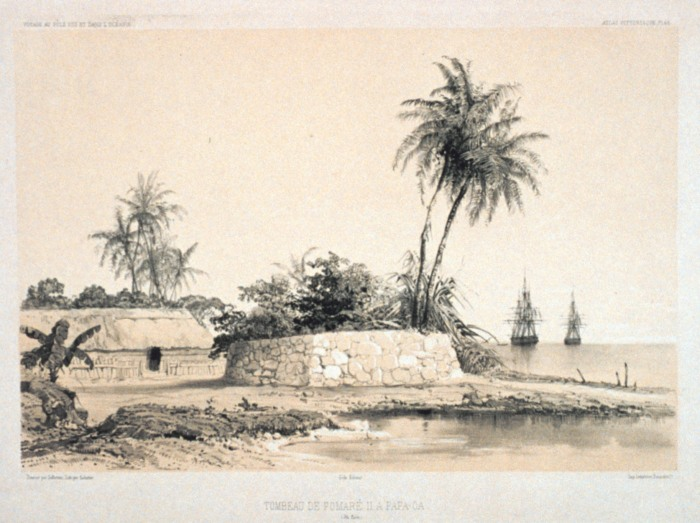
Grab von König Pomare II.,
Urville-Expedition 1842

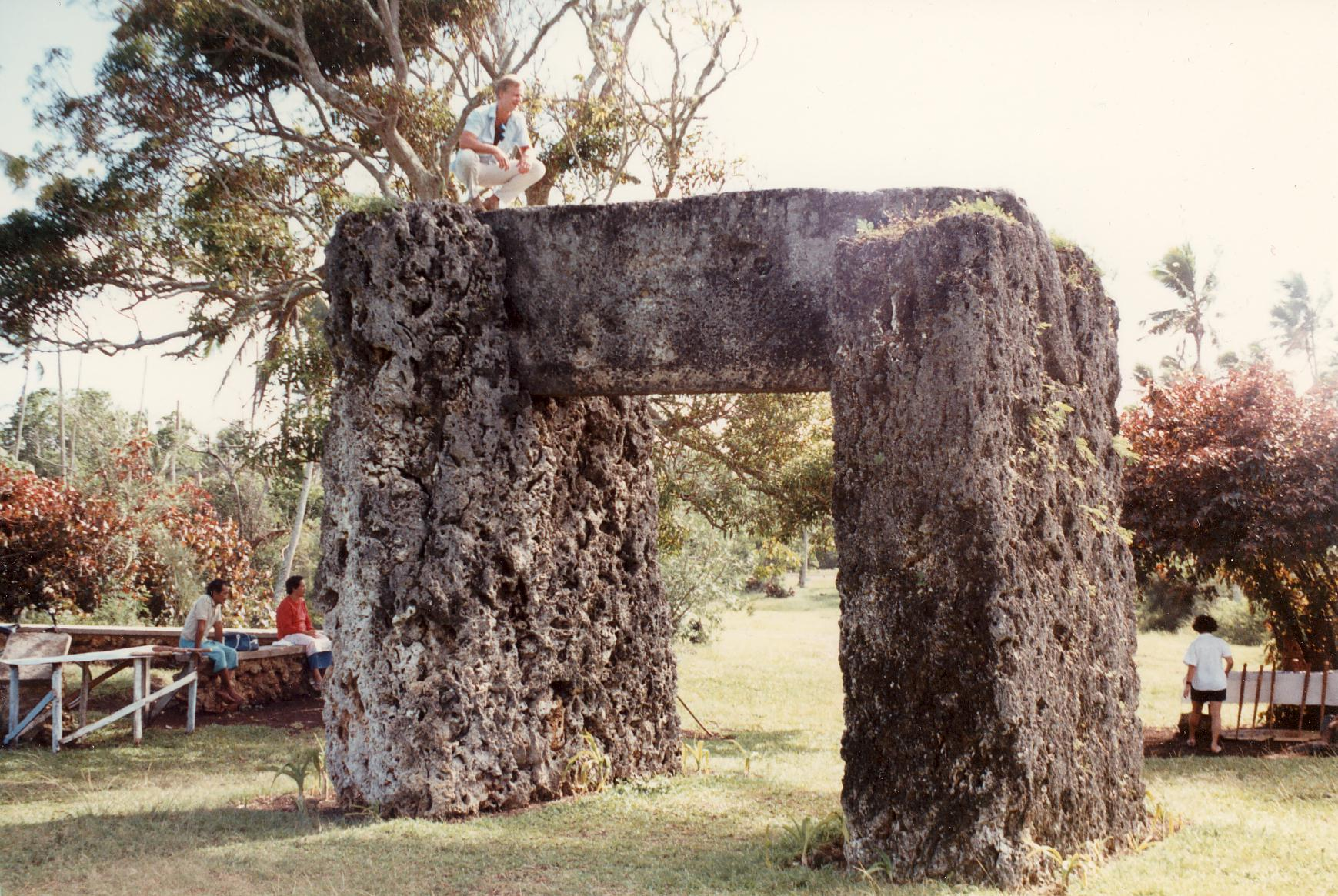
Ha'amonga 'a Maui, 13. Jahrhundert, Tonga

An der Spitze jeder gesellschaftlichen Formation standen die Familien der Adeligen. Sie stellten die Oberhäupter und Könige. Ihren Anspruch bezogen sie aus ihrer Stellung in der Genealogie der Volksgemeinschaft. Üblicherweise führten diese Ahnenreihen auf die Führer und Besatzungen derjenigen Kanus zurück, welche die jeweilige Insel oder Inselgruppe als erste erreicht und besiedelt hatten. Grad und Bedeutung der Mitglieder einer Familie in all ihren Verzweigungen richtete sich danach, bis in welche Nähe zu den bedeutenderen Vertretern dieser Ahnenreihe sie ihre Abstammung zurückführen konnten. Eine genaue Kenntnis dieser Abstammungslinien zu besitzen war (und ist bis heute) für einen Polynesier daher von größter Bedeutung.
Im Normalfall wurde die Vererbungslinie über die erstgeborenen Söhne weitergegeben, doch konnte es auch geschehen, dass sie der mütterlichen Linie folgte, wenn dies in der sozialen und rituellen Einstufung von Vorteil war. Auch war es häufige Praxis, vielversprechende junge Leute im Rahmen von Adoptionen näher an die ursprüngliche Erblinie heranzuführen. Wie bereits beschrieben konnte ein Mann seinen sozialen Status auch dadurch erhöhen, dass er große Taten vollbrachte, sei es als Krieger, Seemann oder in einem anderen Bereich. Auf diese Weise erhielt ein seinem Wesen nach ausgesprochen starres, an Tradition und Ahnenkult gebundenes soziales Ordnungssystem die nötige Flexibilität, um sich an die widrigen Lebensumstände eines schwierigen und gefährlichen ozeanischen Umfelds anzupassen, die den Bestand eines Volkes nur allzu oft in der Folge von Stürmen, Hungersnöten und kriegerischen Auseinandersetzungen bedrohten.
Art und Grad der Herrscherbefugnisse variieren in den einzelnen polynesischen Gesellschaften, doch grundsätzlich war es der Adel, der die letzten Entscheidungen über Krieg und Frieden traf und die Arbeit an allen gemeinschaftlichen Aufgaben organisierte. Die stärkste soziale Differenzierung und eine teilweise sakralisierte Häuptlingsmacht galt für Tonga, Tahiti und Hawaii. Auf allen Inseln gab es keinen Besitz einzelner Personen oder Familien an Grund und Boden. Dennoch war es die Aufgabe und das Privileg des Adels, über die Nutzung des Landes, den Anbau von Nahrungsmitteln und die Verwendung der sonstigen Ressourcen und Fähigkeiten der Gesellschaft zu entscheiden. Das Oberhaupt reklamierte bei den ihm untergeordneten Mitgliedern einen Anteil der geernteten Lebensmittel, des Fischfangs, der Ergebnisse handwerklicher Künste oder priesterlicher Dienste, um diese dann gemäß seinen Vorstellungen auf andere Glieder der Gesellschaft weiter zu verteilen. Einen Teil hiervon gab er an den ihm übergeordneten Führer oder König weiter, den Rest verteilte er an seine Untertanen, um sie für allgemeinnützige Arbeiten zu entlohnen oder einfach einen gerechten Ausgleich in der Versorgung aller Mitglieder seiner Volksgemeinschaft zu erreichen. Dies alles geschah im Rahmen seiner religiös-rituellen Bedeutung als Träger starken Manas und Mittler zu den Göttern und jenseitigen Mächten.
Grundlegende Entscheidungen über den Anbau bestimmter Lebensmittel oder den Bau von Häusern, Tempeln oder Kanus entstanden so auf der Basis gleichermaßen weltlicher wie religiöser Grundsätze und Notwendigkeiten. So war die Rolle des polynesischen Adels zwiegespalten: Zum einen bestimmten sie zu einem hohen Anteil den Verlauf polynesischen Tauschhandels und des gesellschaftlichen Lebens, zum anderen setzten sie diesen in einen strikten Bezug zu religiösen Erfordernissen.

#### Die Experten

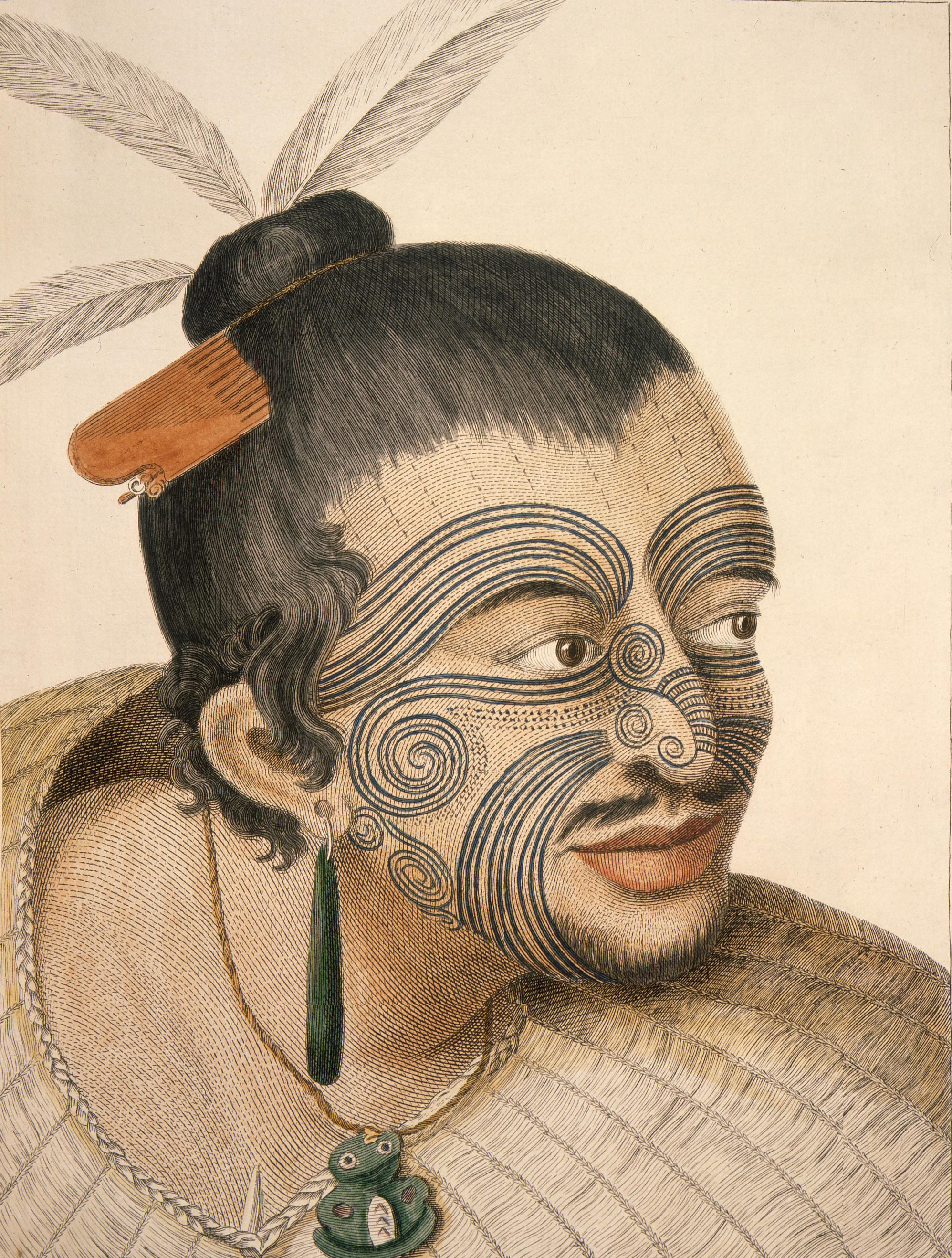
Zeichnung eines Māori mit Gesichtstätowierung

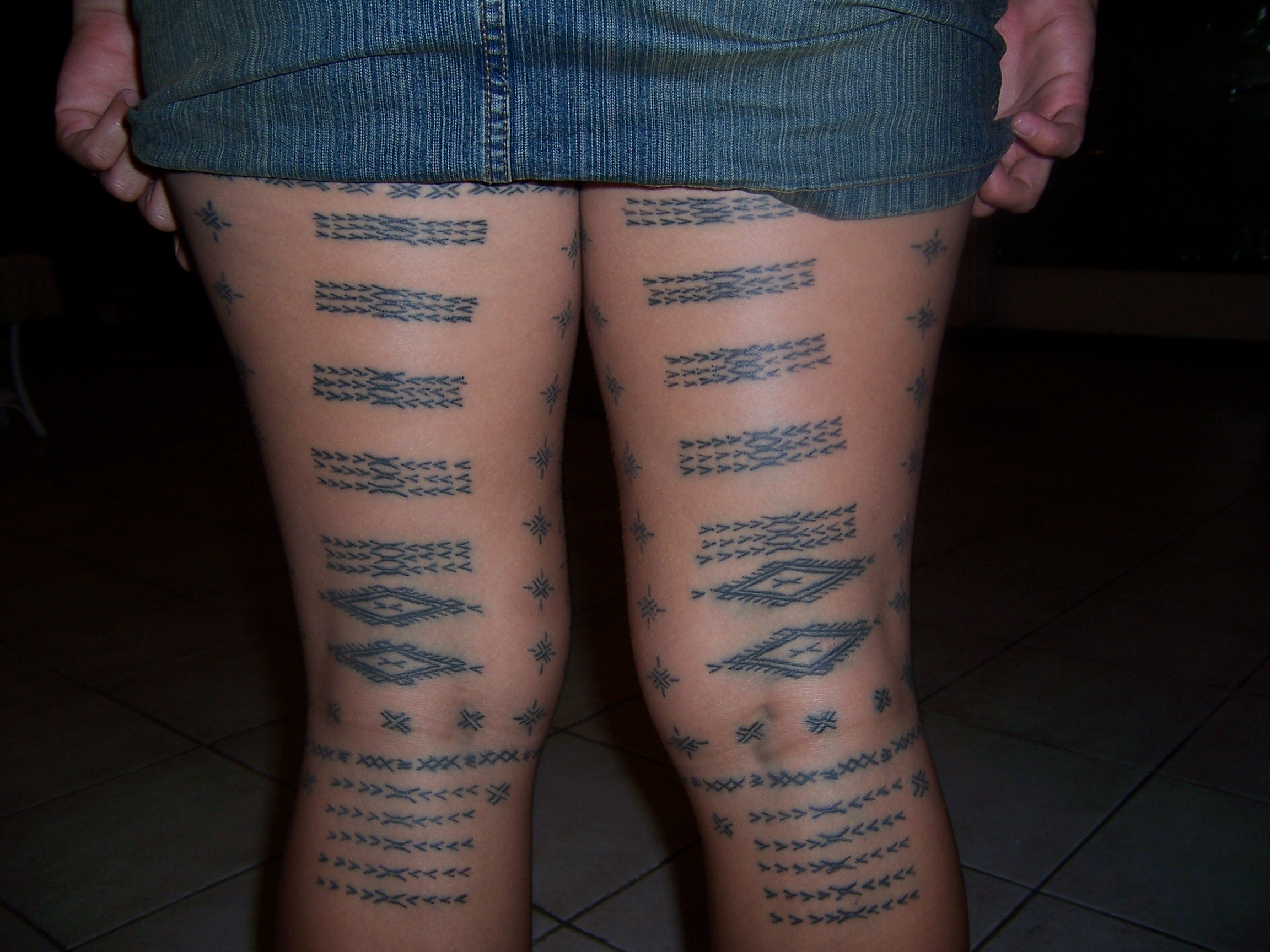
Malu, traditionelle Tätowierung bei einer Samoanerin

Eine wichtige Rolle in allen polynesischen Gesellschaften spielten die Experten (auf Hawaiʻi kāhuna (Singular: kahuna) genannt, bei den Māori Tohunga). Sie standen den Adeligen als Berater zur Seite und bildeten die Elite der polynesischen Kultur in allen Fragen religiöser, medizinischer, technologischer und künstlerischer Natur: Ob Priester, Navigator, Holzschnitzer, Bootsbauer, Heiler oder Hausbauer, für alle Bereiche polynesischen Wissens gab es Spezialisten, die in der Kunst ihres jeweiligen Fachgebietes wohl unterrichtet waren.
Ein allgemeines Schulsystem zur Ausbildung dieser Experten kannten die Polynesier allerdings nicht. Das Wissen ihrer jeweiligen Profession wurde ähnlich wie bei den Adeligen im Rahmen familiärer Traditionen in mündlicher Überlieferung weitergegeben. Auch hier spielten Genealogien eine wesentliche Rolle, doch wurde in Kreisen der Experten viel häufiger von den Möglichkeiten der Adoption Gebrauch gemacht, um jungen Talenten eine Möglichkeit zur Entfaltung zu geben. Die verschiedenen gesellschaftlichen Schichten und Berufe in der polynesischen Gesellschaft wurden in der Regel durch die Art ihrer ebenfalls von Experten durchgeführten Tätowierungen kenntlich gemacht.
Obwohl eine steinzeitliche Kultur, war die Gesellschaft Polynesiens hoch spezialisiert und in vielerlei Fertigkeiten äußerst leistungsfähig. Die auf vielen Inseln vorhandenen natürlichen Ressourcen waren oftmals sehr beschränkt, doch die polynesischen Experten wussten das Vorhandene optimal zu nutzen. Alle diese Bereiche waren allerdings immer und bedingungslos in den religiösen Kontext einbezogen. Ein Handwerk oder eine Kunst ohne religiösen und magischen Hintergrund war den Polynesiern undenkbar. Aus diesem Grunde spielten die Priester in den Reihen der Experten eine Sonderrolle: Keine Handlung, ob es nun die Aussaat auf einem Taro-Feld, der Bau eines Hauses an einem bestimmten Platz, oder eine Seefahrt war, wurde ohne Befragung und den Segen eines Priesters durchgeführt.
Jede medizinische Behandlung war gleichermaßen eine magische, wie eine weltliche Operation. Die Rolle der Priester beschränkte sich hier nicht nur auf die Leitung ritueller Zeremonien, sondern bestand zu großen Teilen darin, das jeweilige Unterfangen mit magischen Mitteln zu unterstützen.
Das gesellschaftliche Gewicht der Priester spiegelte sich im Wesentlichen darin, welche Bedeutung der ihnen zugeordnete Tempel oder Zeremonienplatz in den Augen der Polynesier besaß. Es gab auch unterschiedliche Spezialisierungen innerhalb der Priesterkaste. Während die einen sich eher um das Heilwesen sorgten gab es andere, die sich um kriegerische Angelegenheiten und zwischenmenschliche Konflikte kümmerten. Noch im beginnenden 20. Jahrhundert fand man auf Hawaiʻi Priester, die darauf spezialisiert waren, böse Flüche auf ihre Mitmenschen herab zu beschwören.

#### Das gewöhnliche Volk
An unterster Stelle in der gesellschaftlichen Hierarchie Polynesiens stand das gewöhnliche Gesellschaftsmitglied. Seine Rechte und Pflichten waren in den verschiedenen polynesischen Kulturen unterschiedlich ausgeprägt. Während das Volk auf einigen Inselgruppen von Natur aus unveräußerliche Rechte reklamieren durfte, galt sein Wille beispielsweise in der hawaiischen Gesellschaft nur sehr wenig. Dort war der Befehl des Adels ehernes Gesetz und Zuwiderhandlungen wurden streng bestraft. Das normale Volk verrichtete, oft unter Leitung der Experten, die einfachen Arbeiten, bestellte die Felder, errichtete Häuser und Tempel oder bildete die Besatzung der Kanus für den Fischfang. Dennoch war es ein stolzes Volk, denn alle Männer aus dieser Schicht waren zugleich die Krieger der Volksgemeinschaft.
In einigen polynesischen Gesellschaften gab es unterhalb der Ebene der einfachen Gesellschaftsmitglieder noch eine weitere Gruppierung, deren Rechte die von Sklaven nicht wesentlich überschritt. Gewöhnlich waren dies die Nachkommen ehemals eroberter und unterjochter Stämme, deren Genealogie in der Folge dieser Niederlage jeglichen Wert verloren hatte.

#### Die Rolle der Frauen

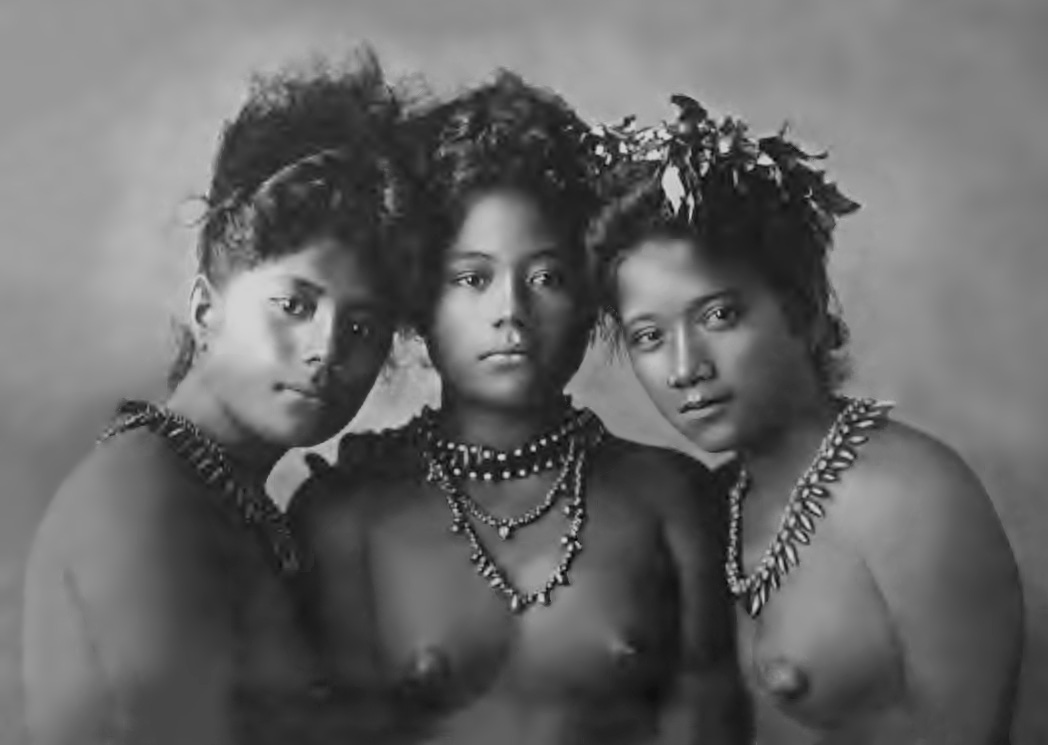
Drei Mädchen von den Samoa-Inseln. Die 1902 veröffentlichte Fotografie zeigt eine zeittypische Inszenierung europäischer Südseephantasien.

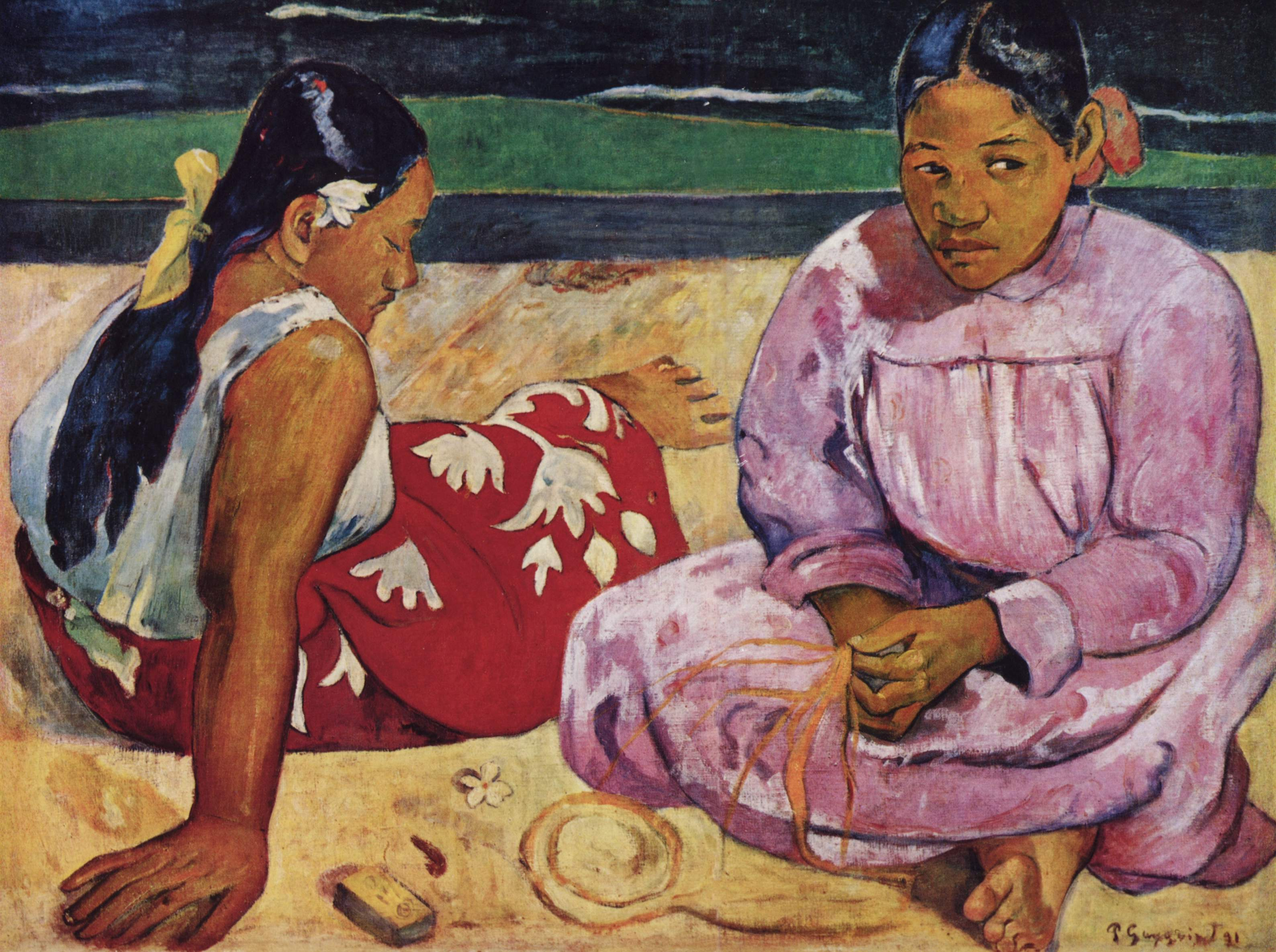
Paul Gauguin: Die Frauen am Strand,
Tahiti 1891

Die polynesische Gesellschaft war eindeutig von Männern dominiert und trug streng patriarchalische Züge. Frauen wurde nur eine untergeordnete Rolle zugestanden. Bei vielen polynesischen Stämmen war es ihnen untersagt, bestimmte Lebensmittel zu essen, deren Verzehr alleine den Männern zustand. Ebenso war es ihnen häufig verboten, mit einem entsprechenden Tabu belegte heilige Plätze aufzusuchen, bei den Mahlzeiten der Männer anwesend zu sein oder an Bord von Booten zu gehen. Übertretungen derartiger Tabus wurden bei Frauen in der Regel mit dem Tode bestraft, während es Männern in solchen Fällen oftmals erlaubt war, sich mittels besonderer Rituale von der begangenen Schuld reinzuwaschen.
Innerhalb des ihnen zugewiesenen Rahmens waren Frauen in der polynesischen Gesellschaft allerdings hoch geachtet und verrichteten in vielen Bereichen wichtige Arbeit: Sie beherrschten eine Reihe handwerklicher Künste, wie beispielsweise die Herstellung, Färbung und Verzierung von Kleidungsstücken oder von Flechtarbeiten, Schmuckstücken sowie Haushaltsgegenständen. Darüber hinaus hatten sie vielfältige Aufgaben im Haushalt, bei der Bestellung der Felder und beim Sammeln von Nahrungsmitteln in den Riffen zu erfüllen.
Üblicherweise lebten sie im Stande der Ehe, wobei es den Männern je nach gesellschaftlicher Stellung erlaubt war, auch mehrere Frauen zu heiraten. Noch vor der Eheschließung war es in der polynesischen Gesellschaft üblich, dass sowohl junge Männer wie Frauen vielfältige sexuelle Beziehungen mit wechselnden Partnern eingingen. Auch uneheliche Kinder waren in der Regel wohl gelitten. Eine Frau oder ein Mann ohne derartige Erfahrungen galt als unattraktiv.

### Siedlungsarten
Die Art und Weise der Besiedlung verschiedener Inseln und Inselgruppen durch polynesische Volksgemeinschaften ist zum einen den jeweiligen örtlichen Gegebenheiten und Notwendigkeiten angepasst, zum anderen Folge der kulturellen Tradition der spezifischen Gesellschaft. Auf kleinen Atollen beispielsweise findet man vielfach die Form des Dorfes, das sich auf einer der Inseln befindet, während die restlichen Inseln als landwirtschaftlicher Nutzgarten unbewohnt gelassen und nur zum Zwecke der Nahrungssuche und des Anbaus von Nutzpflanzen besucht werden. In einem solchen Dorf finden sich alle Häuser an einem oder mehreren zentralen Wegen so dicht aneinander geschmiegt, dass sich ihre Dächer gegenseitig berühren. Diese Dörfer boten ihren Bewohnern eine den Umständen entsprechende größtmögliche Sicherheit und Geborgenheit.

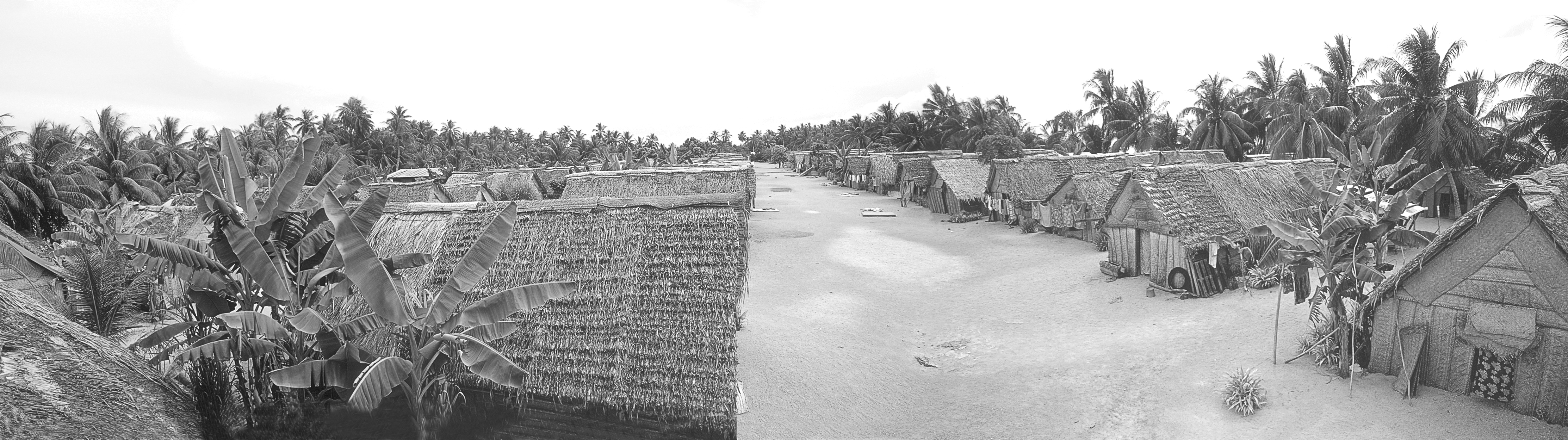
Dorf auf dem Takuu-Atoll, vermutlich 2000

Ebenso gab es aber auch Atolle, die von kleinen aus vier bis fünf Häusern bestehenden Weilern überzogen waren. Hier lebten und bewirtschafteten einzelne Familien jeweils ein kleines Inselchen und siedelten gleich an Ort und Stelle. Doch auch auf derart besiedelten Atollen gab es in der Regel ein oder zwei größere Dörfer, in denen sich Tempel, Zeremonienplatz und die großen Bootshütten konzentrierten. In der Regel handelte es sich hier um Inselgruppen, die auf Grund ihrer Lage nicht so ohne weiteres gegnerischen Angriffen ausgesetzt waren. Diese Form der Besiedlung mittels kleiner Weiler findet sich auch häufig auf kleineren Inseln vulkanischen Ursprungs, deren enge Schluchten und Täler zumindest im Inland den Bau größerer Dörfer nicht erlaubte.
Auf großen Inseln hingegen finden sich – besonders wenn diese von miteinander rivalisierenden Königreichen besiedelt waren – oftmals große mit Wehranlagen ausgestattete Dorfgemeinschaften. Die größten und wehrhaftesten Dorfanlagen dieser Art wurden auf Neuseeland von den dort lebenden Māori unterhalten. Diese errichteten vielerorts auf den Kuppen von Hügeln üppig mit Palisadenwällen geschützte Dörfer, die Pā, in deren Zentrum sich ein mächtiges Fort befand, das im Falle eines Angriffs den Bewohnern des Dorfes einen zusätzlichen Schutzraum bot.

### Nahrung
Im Zuge der Besiedlung der einzelnen Inselgruppen durch die Polynesier führten diese verschiedene Nutzpflanzen in die neu gewonnenen Territorien ein. Auf diese Weise gelangten beispielsweise Pflanzen wie Taro, Brotfrucht, Süßkartoffel, Bananen oder Zucker erstmals nach Hawaiʻi. Insgesamt konnten bislang 72 Pflanzenarten nachgewiesen werden, die vom Menschen in das polynesische Siedlungsgebiet eingeführt wurden. 41 bis 45 davon gelangten bis auf die Cookinseln, die Gesellschaftsinseln und Hiva. Immerhin 29 davon findet man auch auf Hawaiʻi. Die Einfuhr dieser Wirtschaftspflanzen war im Besonderen auf kleinen Inseln und Atollen von lebenswichtiger Bedeutung für die Siedler, denn diese boten den Ankömmlingen in der Regel keine ausreichende Nahrungsgrundlage.
Zwar wurden von den Polynesiern Nutztiere gehalten – hier im besonderen Hühner, in manchen Gegenden West-Polynesiens auch Schweine – doch war dies nur in sehr eingeschränktem Maße möglich, da diese mit dem Menschen um die Nahrungsgrundlagen konkurrierten und deshalb auf Inseln mit beschränkten Ressourcen kaum gehalten werden konnten. In der Zeit der Lapita-Kultur ist die pazifische Ratte auf vielen Inseln Polynesiens heimisch geworden, wie teilweise große Mengen an Rattenknochen in alten Abfallgruben zeigen. Dies mag mit Absicht geschehen sein, etwa als zusätzliche Nahrungsquelle für Mensch oder Tier. Eine Folge war, dass durch die Ratten viele kleinere Tierarten verschwanden.
Im Laufe der Geschichte fielen auch den polynesischen Siedlern unzählige Tierarten zum Opfer, darunter vor allem flugunfähige Vögel, aber auch verschiedene Großreptilien wie etwa das neukaledonische Landkrokodil Mekosuchus inexpectatus. Grundlage für die Gewinnung tierischen Proteins war dennoch das Meer. Die Polynesier waren Meister des Fischfangs und kannten jede Möglichkeit, dem Ozean seine Schätze zu entreißen. Sie waren ausgezeichnete Taucher die in den Lagunen nach Muscheln suchten, wussten um die Verstecke von Langusten in den Riffen ebenso wie um hunderte von Kilometern entfernte Fischgründe. Der Ozean war und blieb in aller Regel die Basis ihrer Existenz.

### Seefahrt
Obwohl sie weder Kompass noch Sextant besaßen, waren die Polynesier ausgezeichnete Seefahrer, die selbst größte Entfernungen im Pazifischen Ozean zielsicher zurücklegen konnten. Diese Fähigkeit war von höchster Bedeutung in einer Kultur, die diese weit verzweigte Inselwelt zu besiedeln wusste. Entsprechend hoch angesehen waren in der polynesischen Gesellschaft die Bootsbauer und die Navigatoren. Von ihren Fähigkeiten hing das Überleben der Gemeinschaft ab. Jede Insel besaß große Bootshäuser, in denen die Kanus gefertigt und untergebracht wurden. Die Heldentaten der Navigatoren wurden in Liedern und Tänzen dargestellt.

#### Bootsbau
Je nach Einsatzzweck benutzten die Polynesier Auslegerkanus beziehungsweise Doppelrumpfkanus unterschiedlicher Größe und Bauart. Für den küstennahen Verkehr und Fischfang beschränkten sie sich in der Regel auf die kleineren Auslegerkanus. Für Fernfahrten und den Transport von Kriegern griffen sie auf die wesentlich größeren hochseetauglichen Doppelrumpfboote zurück, den Vorläufern unserer heutigen Katamarane. Die grundlegende Bauart dieser Boote gibt es im gesamten polynesischen Siedlungsraum wie auch in weiten Teilen Mikronesiens und Melanesiens. Regionale Unterschiede zeigen sich im Wesentlichen in Design und Ausschmückung von einzelnen Komponenten wie z. B. der Bug- und Heckpartie der Kanus.

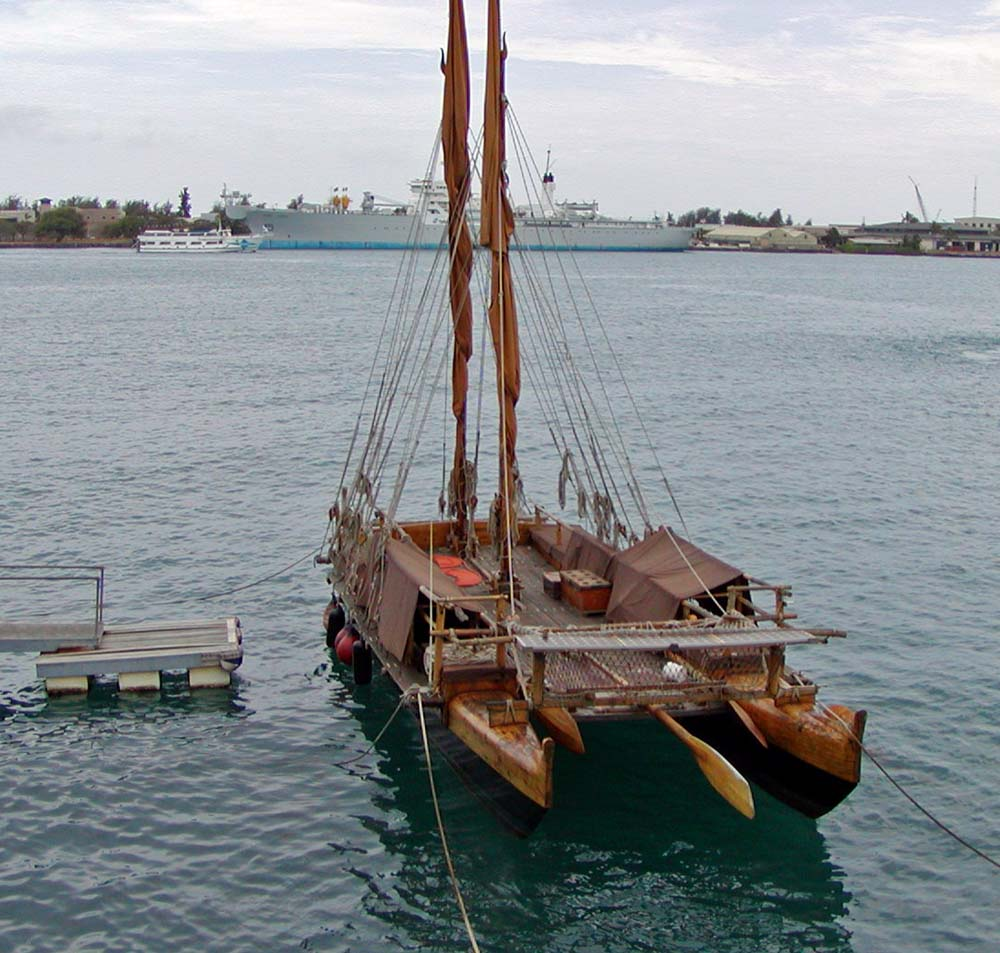
Nachbau eines polynesischen Doppelrumpfbootes

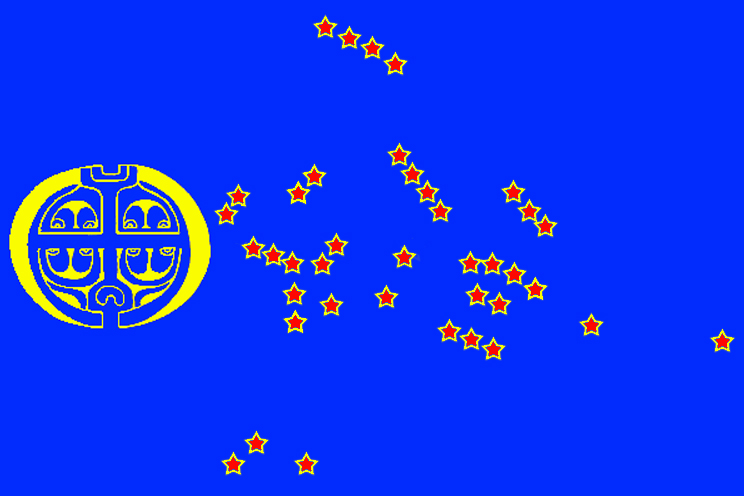
Polynesische Flagge, nicht offiziell angenommen

Die Rümpfe der Kanus besaßen einen Bug und ein Heck von gleicher Gestalt. Ohne wenden zu müssen, konnten sie sich so in beiden Richtungen bewegen. Beim Landen und Ablegen an flachen Sandstränden war dies von großem Vorteil. Sowohl Auslegerkanus als auch die Doppelrumpfboote besaßen zwischen Rumpf und Ausleger bzw. den beiden Rümpfen eine Plattform, auf der sich die Besatzung aufhielt. Beide konnten sowohl mittels Paddeln angetrieben als auch mit Segeln versehen werden.
Befestigungen für die Masten befanden sich auf der Plattform zwischen den Rümpfen bzw. zwischen Rumpf und Ausleger. Im Falle des Kreuzens gegen den Wind konnte die Mannschaft das Segel samt dem Mast nehmen und an das andere Ende des Schiffes stecken. Auf diese Weise wurde erreicht, dass sich Mannschaft und Ausleger immer auf der Windseite des Bootes befanden.
Besonders die Doppelrumpfboote sind auch nach heutigen Maßstäben als hochseetauglich einzuschätzen. Verglichen mit modernen Katamaranen waren sie allerdings recht schmal gebaut. Dies ist durch die physikalischen Grenzen der verwendeten Baumaterialien bedingt: Auf Booten mit zwei Rümpfen wirken hohe Scherkräfte. Die mit Kokosfaser fixierten Hölzer der Plattformen, welche die beiden Bootskörper miteinander verbinden, mussten deshalb sehr kompakt ausgelegt werden. Die Segeleigenschaften der Kanus waren gut, aber nicht unkritisch.
Das polynesische Segel, das einem mit der Spitze nach unten zeigenden Dreieck gleicht, erlaubt ein Kreuzen gegen den Wind. Allerdings liegt bei diesem Segelschnitt der Druckpunkt des Windes relativ hoch, was die Seitenstabilität der Boote beeinträchtigt. Ungewöhnlich war auch die Art der Steuerung der Doppelrumpfboote: Man benutzte keine Ruderpinne, sondern lenkte mit Hilfe von Paddeln an beiden Seiten der Rümpfe, indem man durch das Eintauchen eines Paddels die Geschwindigkeit des jeweiligen Rumpfes verlangsamte und so eine Richtungsänderung erzwang.
Große Doppelrumpfboote erreichten eine Länge von zwanzig bis dreißig Metern. Sie konnten bis zu zweihundert Personen tragen (Kriegskanus). Im Falle einer Fernreise zum Zwecke der Besiedlung einer neu entdeckten Insel waren sie mit zwanzig bis fünfundzwanzig Siedlern besetzt, die Reisevorräte, Werkzeuge, Saatgut, Pflanzen und Nutztiere mit sich führten. Derartige Reisen wurden in der Regel in größeren Gruppen durchgeführt. Entdeckt wurden fremde Inseln üblicherweise von Fischern, die sich auf der Suche nach neuen Fischgründen beziehungsweise bei der Verfolgung von Fischschwärmen weit auf die hohe See gewagt hatten.
Die verwendeten Materialien und Bauweisen richteten sich nach den auf der jeweiligen Heimatinsel verfügbaren Ressourcen. Inseln vulkanischen Ursprunges wiesen oftmals einen Bestand größerer Baumarten auf. In diesem Fall nutzten die Erbauer der Kanus für die Basis der Rümpfe gerne einen ausgehöhlten Baumstamm, dessen Freibord sie mit angefügten Planken erhöhten. Diese wurden sauber verfugt und mit Kokosfaser fixiert.
Auf Inseln ohne einen Bestand an geeigneten Bäumen sowie für den Bau sehr großer Kanus griff man von vornherein auf Planken zurück. Alle verwendeten Hölzer an Rumpf und Plattform wurden mit Schnüren aus Fasern der Außenschale der Kokosnuss zusammengebunden, die Verfugungen der Planken mit Baumharzen abgedichtet. In Bereichen, in denen Kokospalmen nicht wuchsen, fanden Fasern aus anderen Pflanzen Verwendung.
Die Kunst der Kanuherstellung wurde in den Familien der Bootsbauer von Generation zu Generation weitergegeben. Eine große Rolle spielten hier mündlich überlieferte Gesänge und Texte, in denen das benötigte Wissen eingebunden war.

#### Navigation
Die zielsichere Navigation in einem weitläufigen Seegebiet wie dem Pazifischen Ozean mit seinen tausenden kleinen und kleinsten Inseln ist eine der schwierigsten seemännischen Aufgaben überhaupt, umso höher die Leistung der polynesischen Navigatoren, die diese Herausforderung schon vor weit über tausend Jahren gemeistert hatten, ohne sich hierbei nautischer Hilfsmittel wie Kompass oder Sextant zu bedienen. Weite Teile dieses kulturellen Schatzes gingen mit dem Verlust der zugrunde liegenden Gesänge und Texte unwiederbringlich verloren.

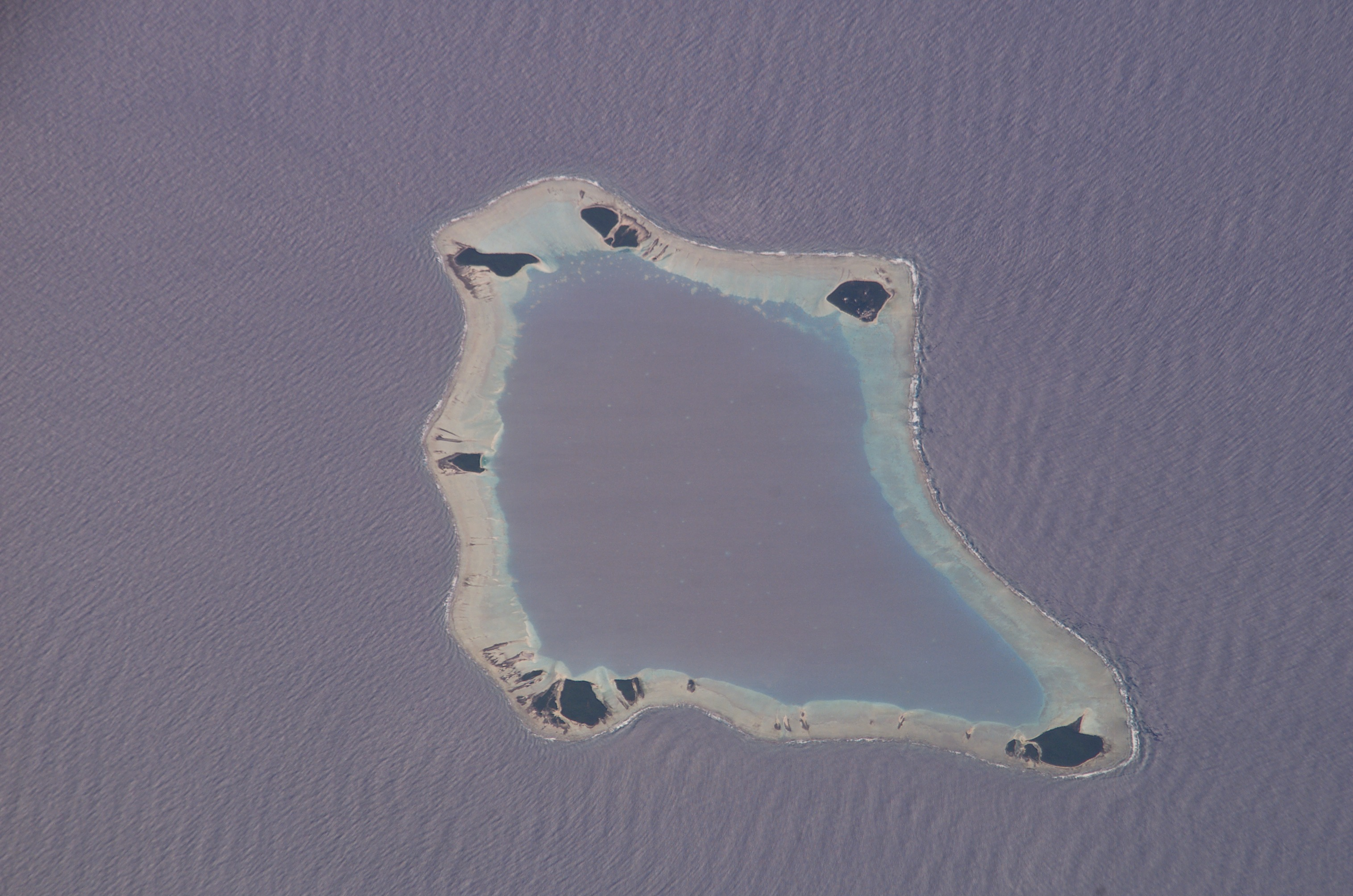
Palmerston-Atoll

Die Kursbestimmung der polynesischen Navigatoren beruhte auf der genauen Beobachtung sowohl astronomischer wie auch terrestrischer Bestandteile. Diese mussten sie während einer Seereise stetig zusammenfügen und im Gedächtnis halten, um daraus eine jeweils gültige Ortsbestimmung und einen Kurs ableiten zu können. Kurse zu bekannten Zielen wurden hierfür in Sektoren eingeteilt, denen jeweils bestimmte astronomische oder terrestrische Eigenschaften zugeteilt waren. Führte die Reise an einen unbekannten Ort, dann wurde die dorthin führende Strecke Sektor für Sektor memoriert, um eine Rückkehr zu ermöglichen.
Die ständige Beobachtung der Bewegung von Sonne, Mond, Planeten und Sternen war hierbei von zentraler Bedeutung. Die Polynesier kannten nahezu 300 Sterne und Sternbilder und wussten diese den verschiedenen Kurssektoren zuzuordnen. Die hierfür erforderliche Gedächtnisleistung war enorm, denn zu all diesen Daten existierten in der polynesischen Kultur keine Karten, sondern lediglich mündlich überlieferte Gesänge und Texte.
Ähnliches gilt für die Beobachtung und Einschätzung der See, des Luftraumes und des Wetters. Sie kannten die Standorte unzähliger Fischgründe, Untiefen und Strömungen und vermochten aus dem einem Wellengang unterliegenden Schwell ihre Schlüsse zu ziehen. Ebenso vermochten sie aus der Beobachtung des Fluges von Seevögeln, der Art und Beschaffenheit von Treibgut, der Wolkenbildung oder dem Verhalten von Fischen und Delfinen Informationen für ihren Standort und die Kursbestimmung zu gewinnen.
All dies musste der polynesische Navigator von Kindesbeinen an verinnerlichen, denn die Kunst, derartig vielschichtige Information zusammenzuführen, ist keine präzise Wissenschaft, sondern verlangt die Herausbildung eines tief gründenden Gefühls für die See. Auch hier gilt – wie in allen Bereichen der Wissensvermittlung in der polynesischen Kultur – dass die Kunst der Navigation innerhalb der Familien von Generation zu Generation weitergegeben wurde. Der angehende Navigator wurde auf Reisen mitgenommen, lernte nach und nach die zugehörigen Gesänge und Texte zu deuten und wurde mit zunehmenden Fähigkeiten mehr und mehr in die Verantwortung eingebunden. Zu Übungszwecken und zur Vorbereitung an Land stand ihm hierbei die Stabkarten-Technologie zur Verfügung. Mit Hilfe dieser selbst erstellten Gedächtnishilfen konnte er die verschiedenen Sektoren memorieren und einüben. Eine derartige Stabkarte auf See mitzuführen war ihm allerdings nicht erlaubt.
Im Jahre 1976 wurde ein einzigartiger Versuch unternommen, die alte Tradition der polynesischen Seefahrtskunst wieder aufleben zu lassen. In diesem Jahr stach die Hōkūleʻa (Stern der Fröhlichkeit) in See und legte die 4000 Kilometer lange Strecke von Hawaiʻi nach Tahiti ohne jegliche Hilfe von Seekarten oder nautischen Instrumenten zurück. Die Hōkūleʻa ist der getreue Nachbau eines alten hawaiischen Doppelrumpfbootes und die auf ihr verwendeten Navigationsmethoden waren, soweit es nur irgend ging, den traditionellen Vorgehensweisen der alten polynesischen Navigatoren nachempfunden. Mit dieser Fahrt gelang erstmals der wissenschaftliche Nachweis, dass eine derartige Art von Navigation tatsächlich über weiteste Entfernungen prinzipiell möglich ist. Die alten Legenden von den Navigatoren, welche die „See zu lesen“ imstande waren, gewinnen seither neues Gewicht. Derartige Leistungen werden zum Beispiel der Sagengestalt Ui-te-Rangiora zugeschrieben.

### Medizin/Naturheilkunde
Die Fähigkeiten der polynesischen Kultur in Medizin und Naturheilkunde waren in einigen Bereichen ausgeprägt. Sie besaßen grundlegende Kenntnisse in Geburtshilfe und der Behandlung von Kinderkrankheiten, vermochten sowohl Knochenbrüche als auch Unfallverletzungen zu behandeln und kannten die Wirkungsweise einer großen Zahl von Heilkräutern, die auf ihren Inseln wuchsen. Die polynesische Medizin wurde von hierfür ausgebildeten Spezialisten ausgeübt. Diese beschränkten sich in der Regel auf Teilgebiete der Medizin, deren Kenntnisse und Verfahrensweisen in familiärer Tradition von Generation zu Generation weitergeben wurden.
Es gab in der polynesischen Gesellschaft daher nicht den Medizinmann, der für jede Art von Erkrankung zuständig war, sondern es wurde von Fall zu Fall entschieden, an welchen Spezialisten man sich wandte. Spirituelle und weltliche Aspekte standen dabei gleichwertig nebeneinander und ergänzten sich. So brachte ein traditioneller polynesischer Heiler zur Linderung einer Krankheit oder Verletzung ebenso magische wie auch weltliche Praktiken und Methoden zum Einsatz. Üblicherweise geschahen diese Heilbehandlungen deshalb im Rahmen einer religiös-rituellen Zeremonie im Kreise der Familienmitglieder und Angehörigen der Volksgemeinschaft, zu welcher der Kranke gehörte. Oft wurden sie begleitet von religiösen Tänzen und Gesängen der anwesenden Gemeinschaftsmitglieder.
Heutzutage wird versucht, derartige Methoden wieder zu beleben, beispielsweise indem auf Hawaiʻi traditionellen Massagetechniken neues Leben eingehaucht wird. Den Auswirkungen der von europäischen Besuchern und Zuwanderern ab der Mitte des 18. Jahrhunderts eingeschleppten Infektionskrankheiten konnte die polynesische Medizin allerdings nichts entgegensetzen.

### Kunst
Viele Zeugnisse polynesischer Kunst sind in der Begegnung mit den europäischen „Entdeckern“ und bald darauf Eroberern unwiederbringlich zerstört worden. Dies tritt besonders im Bereich der Architektur und Skulptur zu Tage. Hier waren es vor allem christlichen Missionare, denen es ein besonderes Anliegen war, die alten „heidnischen“ Tempel niederzureißen, welche die systematische Zerstörung polynesischer Kunstwerke zu verantworten hatten. Nahezu alles in der polynesischen Kunst hatte einen religiösen Bezug und fiel deshalb diesem religiös begründeten „Bildersturm“ zum Opfer.

#### Musik und Tanz

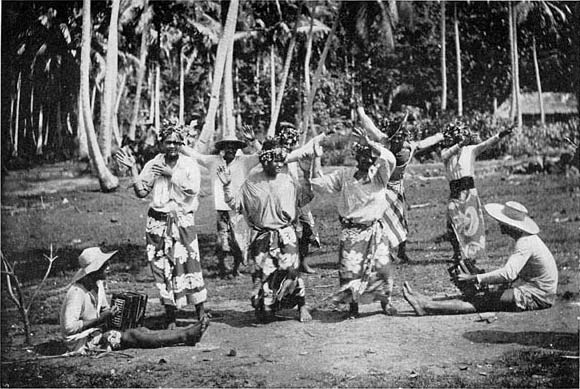
Tahitianische ʻupaʻupa-Tänzer

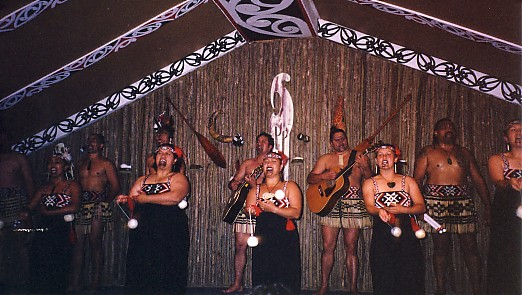
Māori-Tanz

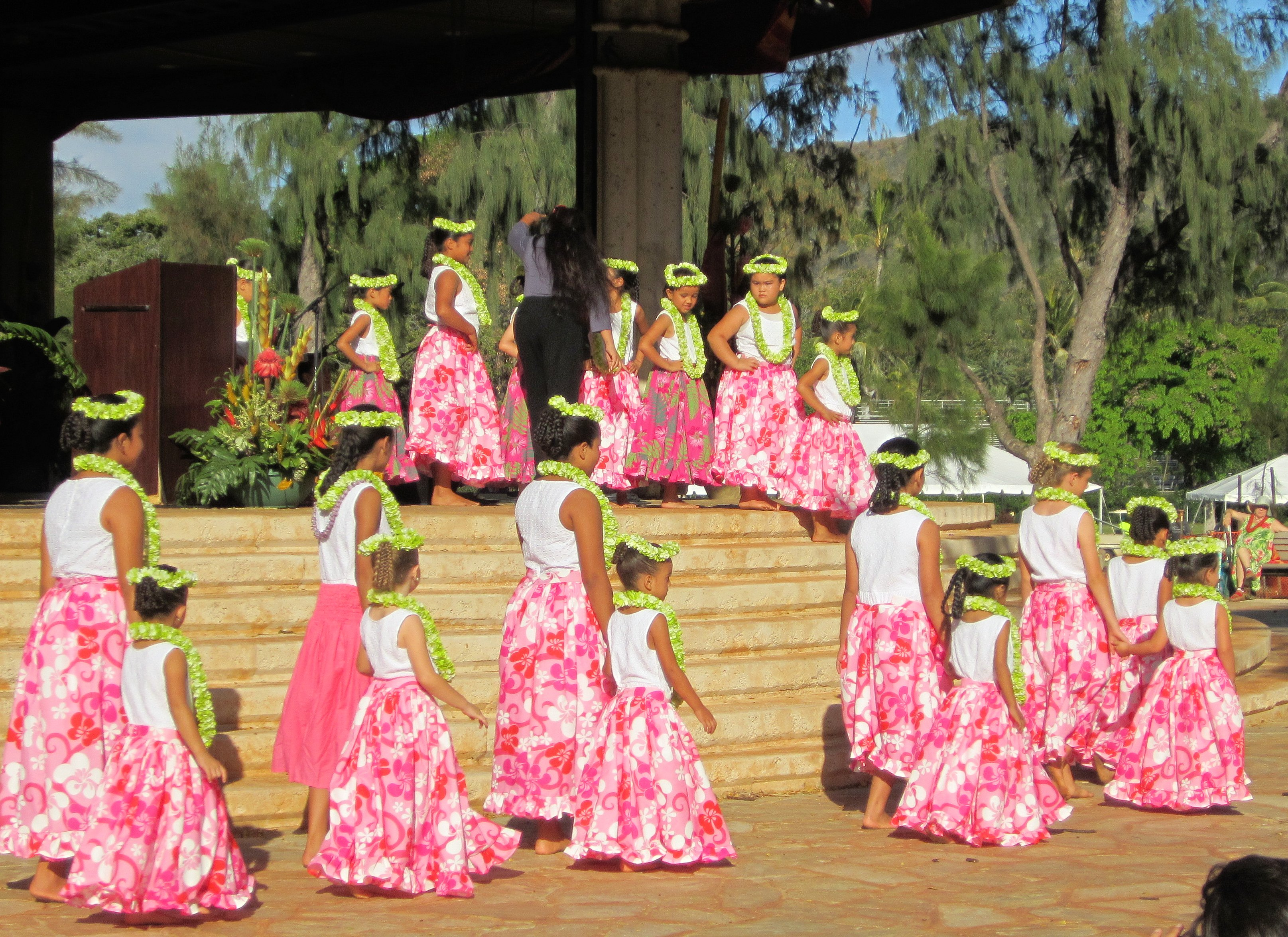
Hula-Mädchen in Honolulu

Dies galt auch für Musik und Tanz. Auf vielen polynesischen Inseln war in Zeiten der Missionierung und Kolonisierung die Aufführung traditioneller Tänze und Gesänge verboten. Wie in der Musik von Tuvalu sind auch anderswo viele der alten Texte und Lieder, die ausschließlich in mündlicher Überlieferung weitergegeben wurden, verloren gegangen. In ganz Polynesien spielten Tanz und Musik eine wichtige Rolle im täglichen Leben, als Bestandteil von Ritualen oder religiösen Feiern und in der Unterstützung mündlicher Überlieferungen.
Durch die große Ausdehnung des „polynesischen Dreiecks“ (Hawaiʻi, Osterinsel, Neuseeland) hatte sich eine Vielzahl von miteinander verwandten Traditionen herausgebildet, zu denen z. B. die Tänze von Tahiti, Hawaiʻi (Hula), und Samoa gehörten. In manchen alten polynesischen Gesellschaften waren Tänzer und Tänzerinnen hochangesehene Spezialisten, die von der Ausübung ihrer Kunst lebten. Heutzutage wird an vielen Orten Polynesiens versucht, diese alten Traditionen wieder zu beleben. Auf Hawaiʻi hat der traditionelle Hula-Tanz wieder eine große Zahl Menschen angezogen und Ähnliches gilt für Französisch-Polynesien oder Neuseeland und die dort heimischen Tänze.
Welche Bedeutung Musik und Tanz für die polynesische Kultur einmal gehabt haben müssen, vermag man zu erahnen, wenn man betrachtet, wie es die Bewohner Takuus, einer kleinen polynesischen Exklave heutzutage noch halten. Diese versuchen seit geraumer Zeit, nach alter Tradition und Überlieferung zu leben: Zwanzig bis dreißig Stunden in der Woche widmen sie sich ausschließlich dem Tanz und der Musik.

#### Schmuck und Textilien
Untrennbar vom Tanz und von den Ritualen sind die wunderschönen Kränze (Rei, Lei), die aus Blumen, Kräutern und Muscheln zu wahren Kunstwerken gefertigt werden. Flechtarbeiten (z. B. Matten, Fächer, Körbe) aus den Blättern (Hawaiʻi: lauhala) des Hala-Baumes (Pandanus, in Hawaiʻi: hala) oder anderen pflanzlichen Materialien wurden auch für den täglichen Gebrauch oft mit großer Kunstfertigkeit hergestellt. Die Polynesier waren zudem Meister in der mehrfarbigen Textilbedruckung (Tapa, Kapa) und besinnen sich heute wieder auf diese alte Kunst.

#### Schnitzerei und Skulptur
Die Polynesier waren hervorragende Holzschnitzer und Bildhauer. Sowohl die Häuser der Bewohner, als auch die Boote und Kanus waren reichhaltig verziert. Die Mehrzahl der hierbei verwendeten Motive hatten einen religiösen Bezug. Vor den Tempeln fand man eine Vielzahl oftmals mehrere Meter hoher Säulen und Statuen aus Holz und Stein. Berühmt geworden sind diesbezüglich besonders die monumentalen Steinfiguren auf den Osterinseln, die noch heute einen lebhaften Eindruck vermitteln, zu welcher künstlerischer Leistung die Polynesier fähig waren.

### Mündliche Überlieferung

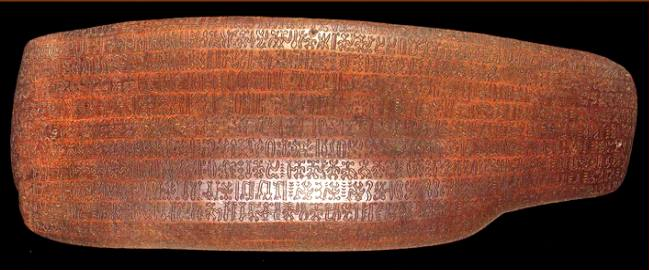
Rongorongo

Da die Polynesier niemals eine Schriftsprache entwickelt haben, von den Rongorongo-Hölzern auf den Osterinseln einmal abgesehen, spielen mündlich überlieferte Texte und Gesänge in dieser Kultur eine herausragende Rolle.
Das gesammelte Wissen einer Kultur ausschließlich mündlich weiterzugeben ist allerdings ein schwieriges Unterfangen. Jedes Mitglied dieser Gesellschaft musste deshalb eine große Zahl an Texten erlernen, um das Wissen der Kultur zu erhalten. Um den Menschen diese Aufgabe zu erleichtern und zu verschönern, standen alle diese Texte in Verbindung zu Gesängen und Tänzen. Von Kindesbeinen an wurden die Polynesier in die Aufführung dieser Tänze und Lieder eingebunden.
Die Struktur der polynesischen Sprachen erleichterte es zusätzlich, auf diese Weise profundes Wissen zu überliefern. Allen polynesischen Sprachen ist gemeinsam, dass in ihnen verfasste Texte auf vielfältige Weisen interpretiert werden können, da sowohl Worte wie auch Grammatik es ermöglichen, ein und denselben Text unterschiedliche Bedeutungsebenen zu geben. So kann beispielsweise der Text eines Liedes über die Entdeckung einer Insel einesteils als dramatische Reisebeschreibung und Heldenepos verstanden werden, zugleich einem Navigator genaue Informationen über die zurückgelegten Reiseroute vermitteln und gleichzeitig zur religiösen und genealogischen Einordnung eines Familienclans herangezogen werden.
 unter Polynesische Sprachen

### Sport
Die Polynesier kannten keine Sportarten im europäischen Sinn. Doch lieferten sie sich häufig Ringkämpfe oder vollführten Scheinkämpfe mit ihren Waffen. Auch der Paddelsport war in der polynesischen Gesellschaft ein kulturelles Ereignis, da es Zeiten gab, die für Feste und Wettkämpfe reserviert waren, in denen kriegerische Handlungen ruhen mussten. Dann maßen die Männer verschiedener Stämme die Kräfte in Wettfahrten ihrer Kanus. Während dieser Festivals konnten die Männer der verschiedenen Klans und Gefolgschaften ihre Fähigkeiten in Scheinkämpfen unter Beweis stellen und sich in Ringkämpfen messen. Das Wellenreiten wurde vor allem in Hawaiʻi zu einem beliebten Sport entwickelt.

## Tabelle polynesischer Inseln
| Unabhängige Staaten                                                                    | Unabhängige Staaten |
| -------------------------------------------------------------------------------------- | --- |
| Cookinseln                                                                             | in Assoziation mit Neuseeland |
| Neuseeland                                                                             | unabhängig |
| Niue                                                                                   | in Assoziation mit Neuseeland |
| Samoa                                                                                  | unabhängig |
| Tonga                                                                                  | unabhängig |
| Tuvalu                                                                                 | unabhängig (Ellice-Inseln) |
| Untergliederungen unabhängiger Staaten oder abhängige Territorien                      | |
| Amerikanisch-Samoa                                                                     | Überseeterritorium der USA |
| Französisch-Polynesien                                                                 | Überseeland (POM = Pays d'outre-mer) Frankreichs (Gesellschaftsinseln, Tuamotu-Archipel, Marquesasinseln, Gambierinseln, Austral-Inseln) |
| Hawaiʻi-Inseln                                                                         | Bundesstaat der USA |
| Phoenix Islands                                                                        | Inselgruppe Kiribatis |
| Osterinsel                                                                             | Provinz Chiles |
| Line Islands                                                                           | Inselgruppe Kiribatis |
| Pitcairninseln                                                                         | britisches Überseeterritorium |
| Tokelau                                                                                | Überseeterritorium Neuseelands |
| Wallis und Futuna                                                                      | Überseeterritorium Frankreichs |
| Unbewohnte Territorien im Polynesischen Dreieck (ohne bekannte polynesische Tradition) | |
| Bakerinsel                                                                             | Überseeterritorium der USA |
| Howlandinsel                                                                           | Überseeterritorium der USA |
| Jarvisinsel                                                                            | Überseeterritorium der USA |
| Johnston                                                                               | Überseeterritorium der USA |
| Kingmanriff                                                                            | Überseeterritorium der USA |
| Midway                                                                                 | Überseeterritorium der USA |
| Palmyra                                                                                | inkorporiertes Überseeterritorium der USA                                                                                                |
| Exklaven außerhalb des polynesischen Dreiecks                                          | |
| Anuta                                                                                  | Teil der Salomonen |
| Emae                                                                                   | Teil von Vanuatu |
| Futuna                                                                                 | Teil von Vanuatu |
| Kapingamarangi                                                                         | Teil der Föderierten Staaten von Mikronesien                                                                                             |
| Mele                                                                                   | Teil von Vanuatu |
| Nuguria-Inseln                                                                         | Teil Papua-Neuguineas |
| Nukumanu-Inseln                                                                        | Teil Papua-Neuguineas |
| Nukuoro                                                                                | Teil der Föderierten Staaten von Mikronesien                                                                                             |
| Ontong Java                                                                            | Teil der Salomonen |
| Ouvéa                                                                                  | Teil Neukaledoniens |
| Pileni                                                                                 | Teil der Salomonen |
| Rennell                                                                                | Teil der Salomonen |
| Rotuma-Inseln                                                                          | Besonderes Territorium Fidschis |
| Sikaiana                                                                               | Teil der Salomonen |
| Takuu                                                                                  | Teil Papua-Neuguineas |
| Tikopia                                                                                | Teil der Salomonen |